# 稀勢の里寛
稀勢の里 寛（きせのさと ゆたか、1986年〈昭和61年〉7月3日 - ）は、茨城県牛久市出身（出生地は兵庫県芦屋市）で田子ノ浦部屋（入門時は鳴戸部屋）に所属した元大相撲力士。第72代横綱（平成時代に横綱昇進を果たした最後の横綱）。現在は、年寄・二所ノ関。
本名は萩原 寛（はぎわら ゆたか）。愛称はハギ、キセノン。身長188cm、体重177kg、足のサイズ32cm、血液型はB型。趣味はスポーツ観戦。好きな食べ物はのっぺい汁、焼き鳥、フグ刺し、紀州南高梅、茶碗蒸し、からつバーガー、ホヤ。大相撲引退後に早稲田大学大学院スポーツ科学研究科修了。
得意手は左四つ・寄り・突き・押し、左突き落とし。締め込みの色はえんじ色→ナス紺。生まれつき左利きであり、練習により両利きになったがおもに左手を使う。いわゆる「花のロクイチ組」の1人。スポーツニッポン評論家（大相撲担当）。

## 来歴

### 生い立ち
1986年7月3日に兵庫県芦屋市で父・萩原貞彦と母・裕美子の間に生まれ、「寛」と名付けられた。兄弟姉妹には1歳上の姉がいる。名前の「寛」を「ゆたか」と読むのは「ひろし」より語感がいいという父の思いからである。生まれたときの体重は3,600gであったが、乳児期から食欲旺盛でもらい乳までして育った。
芦屋は父の転勤の関係で住んでいた場所であり、その後一家は埼玉県幸手市、そして萩原が2歳のときに茨城県龍ケ崎市に移住。「丈夫な体に育つように」と両親からは清涼飲料水やスナック菓子は一切与えられずに育ち、母からはさまざまな手料理を振る舞われた。食卓には煮干しや酢の物などの子供が敬遠しそうな食材が必ず並び、油は全てオリーブ油が使われた。龍ケ崎市在住時代、龍ケ崎市総合体育館近くの山にある140段の階段で足腰を鍛えた。
父方の祖父は画家で、父・貞彦は祖父が62歳くらいのときに生まれた。父方の祖父は東京の中井から疎開して群馬県太田市に行ったが、ずっと東京が本籍であった。祖父が画家として働き盛りのころは、戦後日本人の多くが絵を買う余裕がなかったため、米軍兵を相手に肖像画を描いて商売した。曾祖父は彫刻家であり、このことから萩原家の家系は芸術家の家系であると言える。しかし画家の子の父はかつて本格的にボクシングに取り組んだ格闘家であり、脱サラしてIT関連の仕事を始めた経験を持つ。
龍ケ崎市立みどり幼稚園、龍ケ崎市立松葉小学校を経て龍ケ崎市立長山中学校に進む。萩原が中学2年のときに一家は茨城県牛久市へ引っ越したが、その後も長山中に通う。牛久市で過ごしたのはわずか1年あまりであり、出生から入門までの間そのほとんどを龍ケ崎市で過ごしている。出身地が牛久市とされているのは、部屋入門時の住所地が牛久市であったことによるものである。
初めての相撲経験は小学2年時に龍ケ崎市内のニュータウン地区に造られた通称「たつのこ公園」の落成式における相撲大会であった。親に説得されて嫌々出場したこの大会で5人抜きをやって金メダルを獲得、その次の日に朝礼で表彰を初体験し気分を良くしたことによる。翌年の小学3年時も同じ大会で優勝している。小学4年時からはわんぱく相撲大会の茨城県大会で好成績を残し全国大会に出場した。
小学校4年生から野球もやっており、近所の「龍ケ崎ハリケーンズ」に所属、能力も高かった。小学生時代は捕手を、中学1年からは長山中の野球部で投手を務め、中学3年のときには常総学院などの強豪校からの勧誘もあったが、「自分はでかいだけ。野球はうまくない」という理由で断った。中学時代の野球部の監督は野球部員としての寛を「長身の本格派。器用さもあった」と語っており、大関時代にも本人がトークショーでそのころの自分を「技巧派」などとふざけ半分で語ることがあった。父親としては、中学時代は柔道をやらせた方がよかったそうだが、中学校には柔道部がなかったので野球部にしたという。
出身中学で2、3年次に担任をしていた教員の証言によると、「アンバランスな印象の子でした。見た目は大人以上に大きいのに、中身は子供なんですから。わんぱくでしたよ。男子はよく休み時間にじゃれあって遊びますが、ほかの子より腕力が強いとか、体格が良いとかを忘れるんでしょうね。相手を泣かせてしまう。それで叱ると、涙をこぼすんです。でも、彼は男子の間で人気者でした。人を笑わせたり楽しませたりすることが大好きで、掃除をさぼることがあっても憎まれない。スポーツが好きで、部活や体育祭に一生懸命に取り組む。給食もたくさん食べる。そんな子です。体は大きいけれど、普通の中学生でしたよ」とのこと。

### 入門
小学校時代に相撲の全国大会に進んだものの中学校に入ってからは相撲との関わりはなくなっていたが、中学1年時に大相撲中継を見ていたときに「鳴戸部屋は角界一の稽古量」と紹介されていたのを聞いて漠然と鳴戸部屋への思いを抱く。具体的に角界入りを考えたのは中学2年の12月であり、鳴戸部屋を訪ねた際に鳴戸からは「これは、末は大関横綱に必ずなる。ぜひ入門してほしい」と太鼓判を押された。入門にあたって難色を示す両親や中学の先生を鳴戸親方が熱心に説得して実現し、萩原親子は他の部屋を回ることなく入門を決めた。
本人は引退後に、中学時代に野球で対戦した美馬学（現プロ野球ロッテ投手）の才能を目の当たりにして野球に限界を感じ、そこでプロで通用する見込みがあり稼げる相撲にシフトした旨を語っていた。また、父は「身長180センチを超える日本男児は相撲取りになるべきだ」とよく口にしていた。
中学卒業後に鳴戸部屋に入門。大阪で開催される3月場所の関係上、中学校は3年生の2月上旬までの登校となった。入門前から力士としての自覚は持っていたようであり、中学の最後の登校日にサインを求められると一人前ではないからと断った。卒業文集には「天才は生まれつきです。もうなれません。努力です。努力で天才に勝ちます」と書き残している。入門の際、母からは入門後3年は相撲を続けて家に帰ってこないようにと言われて送り出された。
勧誘の際に両親を交えて13代鳴戸と食事を行ったが、焼肉に始まる豪華な食事を次々と平らげ、「食事を残してはいけない」という両親の教えを守り、焼き鮭は皮まで食べた。そのとき最後に出た料理は目玉焼きであると伝わる。

### 初土俵～十両
鳴戸親方が萩原の足の指を見て、「初めて見たとき、てんぐのうちわのような指をしていた」と評したほど5本の指がきれいに分かれるなど、身体的な素質が認められていた。萩原は中学2年の途中から卒業まで毎晩、ちり紙を丸めたものや市販のスポンジを親指と人さし指の間に詰めて睡眠することで、外反母趾にならないように気をつけた。萩原を大器と見込んだ13代鳴戸は、入門したばかりの萩原を若の里（現西岩）の付け人に指名し、若の里は毎日萩原を泥だらけになるまで稽古づけた。その稽古熱心さからある親方からは、「もうやらなくていい。そのへんでやめておけ」と言われるほどであった。
13代鳴戸から教わったことは、座敷への上がり方、酌の仕方、箒の持ち方など、その9割が礼儀作法であった。13代鳴戸は「人の残すものから食べろ」と教えたため、トンカツならキャベツから、定食なら小鉢の酢の物から口にした。野菜から最初に食べるという食育が普及する20年前から稀勢の里はそれを実践していた。
当初は「20歳になるまでに三段目に上がっていなかったら、相撲を辞めよう」としていたが、2002年3月場所の前相撲は2連勝で一番出世、序ノ口、序二段も1場所で通過し初土俵から半年で三段目に昇進した。2003年5月場所で7戦全勝しながら優勝決定戦でいいところなく敗れ三段目優勝を逃し、花道で人知れず涙した。土俵入りの準備の為、その姿を目撃した当時新横綱の朝青龍から、「その気持ちがあれば、お前は強くなる」と慰められた。
2004年5月場所に新十両。十両昇進は貴乃花に次ぐ年少2番目の記録（17歳9か月）であった。ただし十両では終盤戦で頻繁に立合い変化に敗れ失速、二桁勝利を挙げられず同時に十両昇進し、十両を2場所で通過した琴欧州、豊ノ島に遅れをとったが、わずか3場所で通過した。当時18歳であった萩原（稀勢の里）の将来と過去の大横綱とを重ね合わせて見ていた相撲ファンがいたことについては、2016年9月場所前の雑誌のインタビューで記者に問われた際に、「自分はそんなこと、考えてもいませんでしたよ」と答えた。若さゆえの反発はなかったかと聞かれると13代鳴戸の厳しさを指して、「そんなことが許される状況ではなかったからね（笑）当時、自分はあってないようなものでしたから」とコメントしている。

### 幕内～三役
2004年、11月場所は貴乃花に次ぐ年少2番目の記録（18歳3か月）で番付を駆け上がり、新入幕を果たす。同時にこれまで本名のままで取っていた四股名を「稀勢の里」と改名した。鳴戸は自身の横綱昇進の際に永平寺の高僧から贈られた掛け軸に書かれた「作稀勢」の文字から着想を得て「稀な勢いで駆け上がる」という意味を込めて提案、本人も納得してつけられた。萩原の父は当初「武の里」の四股名を提案していたが、鳴戸はこの案を「それじゃあ、『タケちゃん』って呼ばれてしまうぞ」として難色を示した。
新入幕からの1年は苦戦が続き、十両時代にもみられた土俵際で粘られてたまたま足が出て勝った相撲や体格に任せて無理矢理倒す相撲、相手の叩きにつけ込んだ相撲が多く、また土俵際の逆転を頻繁に許すなど詰めの甘さも目立ち、舞の海秀平からは「前に出て土俵際で止まることも勉強しなければいけない」と苦言を呈された。この間は最高成績が9勝6敗で、ぎりぎりの勝ち越しと負け越しを繰り返した。
2005年、9月場所では12勝3敗の好成績を挙げ最後まで優勝争いに残り、また優勝争いの先頭だった琴欧州に土をつけ、初の三賞となる敢闘賞を受賞した。19歳2か月での初の三賞受賞は貴乃花、白鵬に次ぐ史上3位の年少記録。しかし翌11月場所は、自己最高位の東前頭5枚目で5勝10敗と大きく負け越した。
2006年、3月場所では東前頭7枚目で10勝5敗と2005年9月場所以来3場所ぶりの二桁勝利を上げ、翌5月場所は自己最高位の東前頭筆頭で千秋楽に8勝7敗と勝ち越し、7月場所での三役昇進を果たした（19歳11か月での三役昇進は貴乃花、北の湖、白鵬に次ぐ史上4位の年少記録）。この場所は中日まで自分よりも番付が上の力士とばかりの対戦が組まれ、8日目まで2勝6敗ながらも、2大関（琴欧州、魁皇）を破るなど、9日目から6連勝し最終的には8勝7敗と新三役で勝ち越しを収めた。翌9月場所では朝青龍から初白星を上げ、8勝7敗ながらも朝青龍に勝利したことが評価され、初の殊勲賞を受賞。翌11月場所も8勝7敗と勝ち越し、幕内に昇進して以来初の年間全場所勝ち越しを達成した。
2007年、1月場所では千秋楽に敗れて7勝8敗と負け越し、4場所勤めた小結から陥落した。翌3月場所は6勝9敗と負け越し、5月場所も6勝9敗と3場所連続で負け越した。西前頭6枚目で迎えた7月場所は千秋楽で大関昇進が確実な関脇の琴光喜に勝利するなど、11勝4敗と8場所ぶりの二桁勝利を挙げた。9月場所では小結に復帰するが6勝9敗と負け越した。11月場所では、中盤までは黒星が先行する展開であったが終盤に4連勝して9勝6敗と勝ち越した。
2008年、1月場所2日目に2場所連続出場停止（2007年9月・11月）明けだった朝青龍に対し、朝青龍の背中について最後は豪快に土俵下へ送り倒して快勝、初の金星を獲得。10勝5敗で2度目の殊勲賞を受賞。3月場所で3場所ぶりに小結復帰を果たし、11日目に7勝4敗であったが、その後下位力士に連敗。14日目に勝ち越しを決めたものの、千秋楽に7勝7敗の西関脇の琴奨菊戦に敗れ関脇昇進を逃した。
5月場所は初日に朝青龍に勝利するなど、10勝5敗と三役では初の2桁勝利を挙げて2度目の敢闘賞を受賞。両関脇が勝ち越したため7月場所も小結に据え置きとなり、小結在位8場所と、最高位が小結の力士としては昭和以降では富士錦の10場所、出羽錦と高見山の9場所に次ぐ記録となった（富士錦以外はその後関脇に昇進している）。7月場所は6勝9敗と負け越した。この年の夏のあるとき、8月のモンゴル巡業で顔を赤らめて現地の女性とダンスを踊っていた様子を収めた日刊スポーツの紙面が、13代鳴戸から禁止されていた「過酒、色、煙草」のうち「過酒、色」の証拠になったことから、13代鳴戸に3時間も正座させられた。
前頭2枚目に降格となった9月場所では腸捻転と診断され初日から4連敗（場所中は公表していなかった）。5日目には白鵬を破り金星を獲得したものの、12日目に負け越しが決まり、6勝9敗に終わった。この場所は出場も危ぶまれていたが、鳴戸親方から「オレは現役時代、何度も病院から場所入りした。その気になれば、相撲は取れる。いまはとても大事なときだ。オレなら休まない」と緊急入院した先の病院の枕元でささやかれ、水も思うように飲めない状態で無理をして出場したということがのちに明らかになっている。11月場所は11勝4敗と3場所ぶりの勝ち越しと2桁勝利を挙げて小結への復帰が決まった。

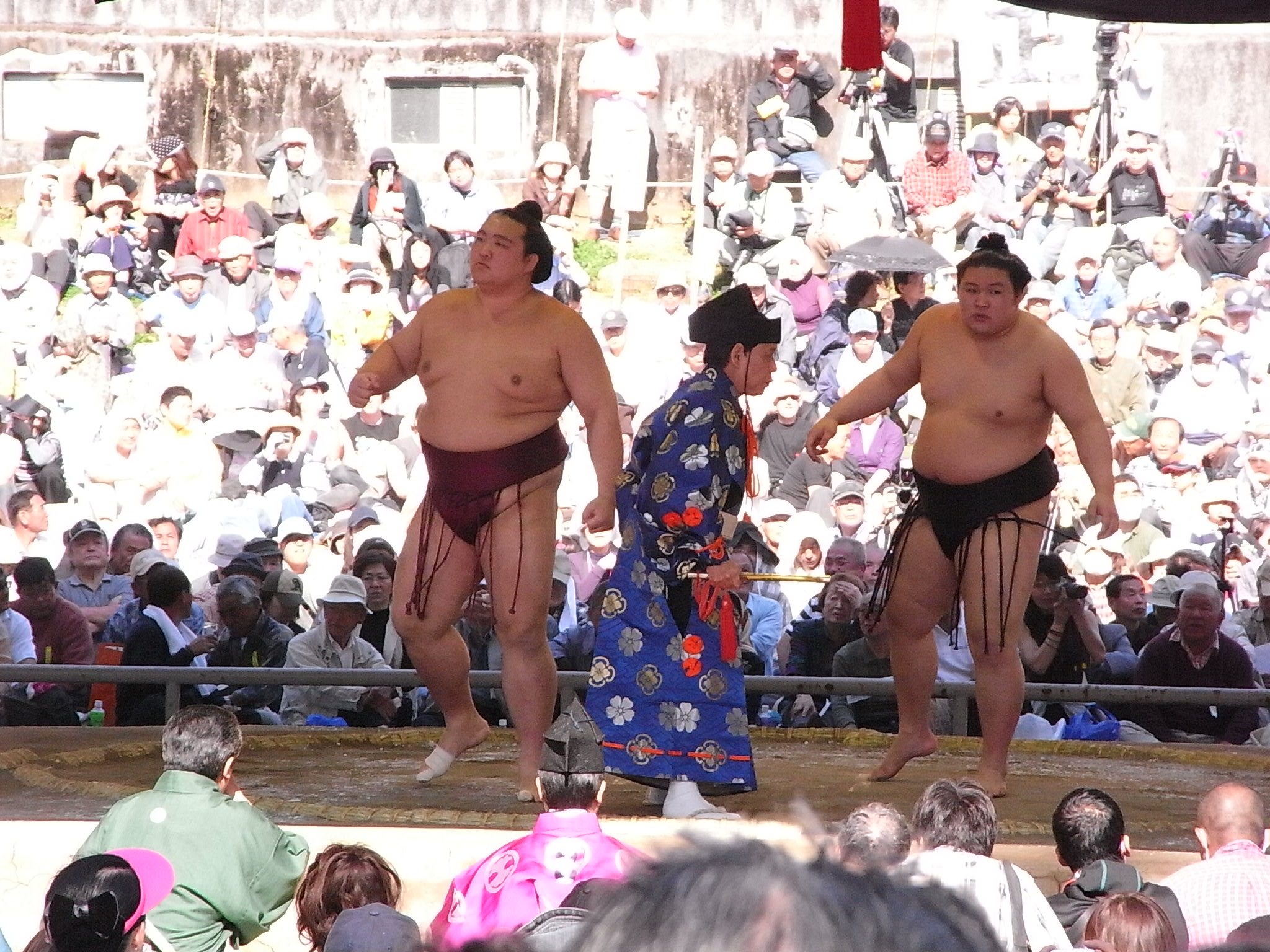
靖国神社奉納大相撲 関脇稀勢の里関、相手は小結豪栄道関（2009年4月10日撮影）

2009年、1月場所は初日の対朝青龍戦で敗れたあと1度も白星先行できず、7勝7敗で迎えた千秋楽で高見盛に勝利し、8勝7敗と勝ち越して初の関脇昇進を果たした。新関脇となった3月場所では5勝10敗の負け越しで、1場所で関脇から陥落した。
5月場所は初日から5連勝するなど好調で、千秋楽まで優勝争いに加わり、日馬富士が琴欧洲に敗れて朝青龍が白鵬に勝てば「白鵬、朝青龍、日馬富士、稀勢の里での優勝決定戦 」の可能性もあったが、日馬富士が琴欧洲を破り、優勝の可能性が消えた。それでも自身最高となる13勝2敗の好成績をあげ、3度目の敢闘賞を受賞した。
7月場所は2場所ぶりに関脇に復帰（西関脇）した。中日に朝青龍を土俵際で左からの突き落としで破り、朝青龍の全勝を止めた。9日目まで7勝2敗だったが、その後3連敗。13日目に勝ち越しを決め、最終的に9勝6敗であった。1横綱（朝青龍）3大関（魁皇、琴光喜、千代大海）を破った。9月場所は中日まで5勝3敗だったがその後4連敗し、7勝7敗にこぎつけたものの、千秋楽に把瑠都に上手投げで敗れ、7勝8敗と負け越した。11月場所は小結に陥落し小結在位が歴代10位タイの10場所となった。また23歳3か月での10場所到達は、武双山の27歳6か月を大幅に上回る史上最年少記録である。11月場所も6勝9敗と負け越した。
この年の冬、北の湖から、「まわしを締める位置が高い。へそが見えるほどの位置に下げて締めた方がいい」と助言を受けた。
1月13日に年寄名跡荒磯取得。
2010年、前頭3枚目に陥落した1月場所は序盤5連勝と好調だったが、その後5連敗し、9勝6敗に終わった。小結に復帰した3月場所も9勝6敗と勝ち越しはしたが二桁勝利には届かず、上位陣との対戦では外国勢の白鵬、日馬富士、琴欧洲、把瑠都にはいずれも敗れている。関脇で迎えた5月場所もその4人に敗れ、8勝7敗に終わった。
7月場所は中日まで6勝2敗の成績だったが、そこからこれまで苦手として来た力士に加え阿覧や豊真将にも完敗するなど5連敗し、千秋楽にも鶴竜に土俵際の逆転で敗れ7勝8敗と負け越し、9月場所は12場所目の小結へ陥落した。その9月場所でも把瑠都を破ったものの7勝8敗と負け越し、11月場所は前頭筆頭に転落した。11月場所、2日目には63連勝中の白鵬を寄り切りで破って連勝記録を止め、同時に自身3個目の金星獲得ともなった。最終的には10勝5敗となり、殊勲賞を受賞した。白鵬からの大金星を挙げたことを受けて、部屋では鯛を用意して稀勢の里を祝った。稀勢の里が鳴戸親方に褒められたのはこの金星を取ったときが唯一である。
2011年、1月場所は11日目に23連勝中だった白鵬を押し出しで破った。最終的に11月場所と同じ10勝5敗で取り終え、2場所連続で殊勲賞を受賞した。関脇での二桁勝利は自身初。ただし西関脇の琴奨菊が11勝を挙げたため、次の5月技量審査場所では西関脇に番付を下げた。この場所では、不戦勝の琴欧洲戦を除く上位の外国人力士には全敗を喫するなど不振で、千秋楽で8勝7敗と勝ち越したが、東関脇の琴奨菊が10勝を挙げたため7月場所の番付は西関脇を維持した。
7月場所は終盤に5連勝し、千秋楽では14戦全勝で優勝を決めていた日馬富士に土をつけ全勝優勝を阻むなど10勝5敗を挙げ、3度目の三役での二桁勝利となったが、東関脇の琴奨菊は11勝を挙げたため9月場所の番付も西関脇のまま維持となった。その9月場所は初日から8連勝で幕内では初の中日勝ち越しを決めたが、9日目に初黒星を喫し、その後も2連敗したが、12日目に白鵬を小手投げで破り最終的に12勝3敗で取り終えた。この時点では優勝決定戦による逆転優勝の可能性があったが、結びの一番で白鵬が勝ったため優勝はならなかった。しかし白鵬を破ったことが評価されて殊勲賞を受賞した。
大関挑戦の場所となった11月場所の直前に師匠の鳴戸親方（元横綱・隆の里）が急逝。初日から4連勝の後、5日目に平幕の豪栄道に敗れる。14日目に10勝目をあげ、この時点で大関昇進の目安である直前3場所33勝まであと1勝の32勝となったが、最近6場所中5場所で二桁勝利を挙げていること、横綱白鵬に対し3勝3敗と互角であることや相撲内容から千秋楽の結果を待たずに審判部が会議を開き、臨時理事会を開催するよう放駒理事長（元大関・魁傑）に満場一致で要請し、30日に理事会の開催が決定。理事会で大関昇進が見送られた例がない（横綱昇進の場合のみ）ため事実上大関昇進が決定した。千秋楽は新大関の琴奨菊に敗れて（この敗戦により対琴奨菊戦は前年の11月場所から6連敗となった）10勝5敗に終わったが、相撲内容が評価されて技能賞を受賞した。しかし一部のマスコミ関係者などには、稀勢の里の大関昇進に対し疑問の声も存在した。本人も千秋楽の琴奨菊戦で黒星を喫したことに関しては心底悔しがっており、横綱昇進を決めた2017年1月場所の千秋楽にも「また千秋楽に負けて、あのときのような気持ちには絶対になりたくない」と構えていた。

### 大関
11月30日の日本相撲協会理事会にて満場一致で昇進が決定し、正式に大関に昇進した。伝達式での口上は、「大関の名を汚さぬよう精進します」というシンプルなもの。新入幕から所要42場所での大関昇進は史上5位のスロー記録。小結在位12場所は大関に昇進した力士としては魁皇と武双山の11場所を抜き史上最多。
2012年
新大関の1月場所では4日目豊ノ島に押し出されて初黒星を喫する。9日目に豊真将を寄り切って勝ち越し、10日目に琴奨菊を突き落としで破り9勝1敗と好調だったが、11日目に白鵬、12日目に把瑠都に連敗し優勝争いから脱落。千秋楽は琴欧洲を寄り切り11勝4敗で取り終えた。
3月場所は初日から栃乃若と栃煌山に連敗。5日目には時天空に敗れ2勝3敗と黒星が先行し、これが響いて9勝6敗に終わったものの、8日目に鶴竜、13日目には白鵬、14日目には把瑠都に勝利するなど存在感を示した。
5月場所、5日目妙義龍に敗れた以外は、11日目まで10勝1敗で次点とは2差つける単独トップに立っていた。しかし12日目に栃煌山、13日目に白鵬と2連敗。平幕の旭天鵬、栃煌山らとともに優勝争いトップの11勝3敗で迎えた千秋楽は苦手の把瑠都に上手投げで敗れてしまい、11勝4敗で優勝決定戦の出場も逃す格好となった。
7月場所は4日目安美錦、7日目豪栄道と序盤での取りこぼしがあったのが響き、11日目に日馬富士に敗れて3敗となって優勝争いから脱落。14日目の白鵬戦と千秋楽の琴欧洲戦を連敗し、結局10勝5敗に終わった。
9月場所は白鵬、日馬富士らとともに連勝を続けて大関昇進後では初の中日勝ち越しを決めたが、9日目に豊真将、11日目に安美錦に敗れて優勝争いから後退。さらに13日目からの横綱、大関戦に全敗を喫して10勝5敗にとどまった。直前の秋巡業（長野）で左足首の痛みを訴え途中休場する（痛風の可能性もあった）。
11月場所は3場所連続の10勝5敗にとどまった。
2013年-初の綱取り挑戦-
1月場所は序盤に栃煌山、把瑠都に連敗するも、そこから8連勝して12日目まで10勝2敗としたが、そこから3連敗で4場所連続の10勝5敗に終わった。
3月場所は中日まで白星と黒星が交互に並ぶ4勝4敗となったが、そこから6勝1敗と盛り返して、5場所連続の10勝5敗で取り終えた。
5月場所は初日から初の13連勝を達成した。14日目にともに全勝同士の白鵬と対決したが掬い投げで敗れて初黒星。翌千秋楽も琴奨菊に一方的に寄り倒しで敗れてしまい13勝2敗、念願の幕内初優勝はならなかった。それでも5月場所後、理事長の北の湖は全勝で優勝した白鵬と2勝差ながら、「優勝に準じる成績」であるとして「翌場所でハイレベルな優勝をすれば横綱昇進の可能性もある」との見解を示した（ただし伊勢ヶ濱審判部長（元横綱旭富士）は「今はそういう考え（綱獲り）はない」と、北の湖理事長の発言とはまったく相違の意見を述べている）。
7月場所前、「13勝以上の優勝なら横綱昇進も」と北の湖理事長が公言するなか 、栃煌山との出稽古での負け越しや日馬富士との稽古で右足の痛みを訴えるなど不調が伝えられた 。7月場所は3日目栃煌山に突き落とされて初黒星を喫し、5日目は千代大龍に送り出された。7日目、豪栄道に寄り切られて3敗目で、綱獲りは消滅となった。その後8日目からは7連勝、14日目には白鵬を寄り倒して連勝記録を43でストップさせている。「今場所12勝挙げれば来場所綱獲りに繋がる」と北の湖理事長が明言するも 、千秋楽はまたしても2場所連続で琴奨菊に完敗してしまい、結局11勝4敗、綱獲りは白紙に戻った。
9月場所は3日目に隠岐の海に敗れ、9日目には先場所に引き続き千代大龍に突き出されて2敗。13日目に豪栄道に押し出されてしまい3敗目となり、14日目に白鵬との直接対決で敗れ、白鵬の27回目の優勝が決定した（「白鵬に髷掴みの反則があった」と物言いがつくも結局軍配通り）。千秋楽は鶴竜を寄り切って、2場所連続で11勝4敗。
11月場所は3日目に安美錦に、中日には豪栄道に敗れて2敗となるが、13日目に日馬富士を寄り切り、14日目には白鵬を上手投げで、全勝を並走していた両横綱を破るが、優勝の可能性は14日目で消滅。しかし千秋楽は鶴竜を寄り切り13勝2敗とした。場所後北の湖理事長は、13番勝ったこと（優勝した日馬富士とは1差）、両横綱に土をつけたことを評価して「優勝に準ずる成績」にあたるとし来場所（2014年1月場所）が綱取り場所になることを明言。目安について「優勝しないと駄目。13勝以上の高いレベルが求められる」と述べた。2013年12月26日には、師匠が田子ノ浦に名跡変更したことでそれまでの鳴戸部屋の施設が使えなくなったため、新施設を東京都江戸川区東小岩に新設するまで約半年間の予定で、同年10月に閉鎖された三保ヶ関部屋の施設を借り受け、部屋を東京都墨田区へ急遽移転する必要に追われた。このことから満足な調整ができたとは決して言えず不安な状況のなか、2014年1月場所を初めて田子ノ浦部屋所属力士として迎えることとなった。また、この年は綱取りと優勝は出来なかったもののすべての場所で二桁勝利以上を記録した。
2014年-二度目の綱取り挑戦-
2013年末のお家騒動が祟ったのか、2度目の綱取り場所となった2014年1月場所は乱調に終始し、初日の豊ノ島戦で早くも敗れた。5日目に碧山、中日に栃煌山に敗れ3敗目を喫し、この時点で理事長が提示した「13勝以上の優勝」の条件を達成できなくなった。続く9日目の豊響戦で4敗目を喫したことで、綱取りを来場所につなぐことも不可能となった。そればかりか12日目の琴欧洲戦では場所前から痛めていた右足親指を悪化させ、13日目の白鵬戦で6敗目を喫したことで連続2桁勝利も10場所でストップした。そして右足親指負傷が限界に達し、千秋楽に「右母趾MP関節靱帯損傷で約3週間の安静加療を要す」との診断書を協会へ提出して休場に至った。通算連続出場は953回で途切れ（千秋楽の琴奨菊戦は不戦敗）、同時に7勝8敗と負け越しも決定した。場所後には珍しく実家に帰省し、3日間程度はとにかく寝て過ごしていた。気持ちが切れたかのように寝続けていたため、会いに来た知り合いも帰ってしまったという。休養期間中はジムなどでトレーニングを行い、2月10日から相撲の稽古を再開した様子が伝えられた。
右足親指の怪我はその後2年間に渡る停滞をもたらし、稀勢の里は新たな立合いを構築するまで低迷から脱出できなかった。本人はは「自分が（その時点ですでに）横綱になっていたら、あのときに引退していましたよ」と後にその深刻さを語っている。
自身初の角番で迎えた3月場所は、10日目に勝ち越して脱出したが、11日目から横綱・大関陣に3連敗、千秋楽も豪栄道に敗れて結局9勝6敗に終わり、存在感を示せなかった。場所後は「悔しい」「完全に負けた感じだった」と、胸のうちにある苦い思いを明かした。
5月場所は4日目碧山に押し出され初黒星を喫した以外は11日目まで白星を重ねたが、12日目に優勝争いトップの1敗同士の対決となった横綱白鵬戦では、一方的に寄り切られ2敗に後退。14日目横綱日馬富士戦では日馬富士が稀勢の里の髷を引っ張る反則負けで白星、千秋楽の鶴竜戦は一方的に突き出して13勝2敗の好成績を挙げ、結びの結果を待った。しかし結びの一番の白鵬－日馬富士戦は白鵬が勝ち優勝を決め、またしても優勝次点に留まった。尚北の湖理事長は「今年の1月場所では負け越し、3月場所も9勝の一桁勝利が引っかかる。次の7月場所は仮に全勝優勝でも横綱昇進への諮問をするかどうかは不明」と綱取りには否定的なコメントを述べていた。
7月場所は全勝レベルのハイレベルな優勝なら綱取りも、と期待されて三度目の綱取りに挑戦したが、2日目早々安美錦に敗北。全勝というハイレベルな成績をクリアできなかったため、この段階で綱取りの可能性はほぼなくなる。さらに中日は苦手の関脇・豪栄道戦に敗れ2敗に後退し昇進が完全消滅。その後も不調で次場所への綱取り継続もできなかった。11日目の玉鷲戦でようやく勝ち越し、13日目には横綱白鵬を小手投げで下したが、日馬富士・鶴竜に敗れ9勝6敗と一桁勝利に終わり、3度目の綱取りも失敗に終わる。
この年の秋ごろから体幹トレーニングに着手。触診したトレーナーによるとさまざまな部分がかなり痛んで弱っていたが、一からのリセットの決意で週3回から4回、体幹トレーニングのためにトレーナーの元へ通い、力を養った。
翌9月場所は2日目に碧山に不覚を取り黒星。その後6連勝したが、9日目に新大関・豪栄道に敗れ2敗に後退ののち、12日目の白鵬戦まで4連敗。13日目の大砂嵐戦でようやく勝ち越したが、2場所連続の9勝6敗に留まった。
11月場所は9日目に勝ち越しを果たしたものの10日目から黒星と白星を交互に繰り返し、11勝4敗で場所を終えた。
2015年
1月場所は3日目照ノ富士戦・9日目琴奨菊戦で黒星、10日目の遠藤戦で勝ち越し。10勝2敗で迎えた13日目の白鵬戦で一度は取り直しになるも、取り直し後の相撲で押し倒され、白鵬の史上単独1位の33回目の優勝を許すこととなった。14日目の鶴竜戦は勝利したが、千秋楽に日馬富士に敗れ11勝4敗。
3月場所は序盤の3敗が響き、11日目に勝ち越したが、その後栃ノ心と両横綱に3連敗。千秋楽の琴奨菊戦は勝利したものの9勝6敗と一桁勝利で終わった。
5月場所も4日目から栃ノ心・妙義龍に2連敗したが、11日目まで2敗を守り、1敗の白鵬を追う立場で優勝争いに加わった。12日目に照ノ富士に敗れ3敗となったが、その日に白鵬も敗れたため1差は変わらず。13日目に日馬富士に敗れ4敗に後退したものの、14日目には白鵬を5場所ぶりに破った。千秋楽には3敗の照ノ富士の勝利によって優勝の可能性は消滅したが、それでも琴奨菊を破り、11勝4敗で取り終えた。
7月場所は9日目に新大関・照ノ富士に押し倒されて3敗に脱落。13日目に横綱・鶴竜を寄り切ったものの、14日目に横綱・白鵬及び千秋楽に大関・豪栄道に連敗し、結局10勝5敗に留まった。
9月場所は初日から4連勝したが、5日目に栃煌山に敗れて初黒星を喫し、9日目に隠岐の海、翌日10日目には琴奨菊との2敗対決に敗れて3敗へと後退した。13日目には、ここまで11勝1敗と単独先頭の照ノ富士を寄り倒しで破った（この一番で照ノ富士はひざを負傷）が14日目の鶴竜戦で4敗目を喫し、優勝争いから脱落。千秋楽に豪栄道を破り11勝4敗で終えた。
11月場所は2日目に嘉風に敗れたものの、それ以降は白星を重ね、9日目に照ノ富士を寄り切って勝ち越し、1敗を維持していたが、翌日から4連敗を喫し10勝5敗で1年を終了した。
2016年-三度の綱取り挑戦- 史上初の優勝無しでの年間最多勝
1月場所は初日の安美錦戦でいきなり黒星、8日目に日本出身力士として10年ぶりの幕内最高優勝を果たした琴奨菊戦にもいいところなく敗れ3敗に。14日目の白鵬戦でようやく勝ち越したものの、9勝6敗と二桁勝利を継続できなかった。
3月場所は好調で、初日から10連勝を記録。しかし11日目に1敗の白鵬に敗れ、勝ち星で並ばれると12日目の日馬富士戦も敗北。星の差1つで白鵬を追う形となり、残りの取組は全勝で終え13勝2敗としたが、白鵬も敗れることなく優勝次点の成績だった。八角理事長は「相当いい雰囲気が出れば」とハイレベルな優勝なら綱取りも議論になるとされた。
5月場所は4度目の綱取り場所となり、初日から連勝を続け琴奨菊との幕内史上最多60度目の対決を寄り倒しで制して10連勝を記録。その後も連勝を続けていたが、13日目に横綱白鵬との直接対決で立合い得意の左四つに組むも下手投げで敗れ連勝がストップし、敗因について「見ての通り」と語った。対戦相手の白鵬は、「相撲の神様がきょうは私にほほ笑んでくれた」「勝つなら勝ってみい、それで横綱になってみろという感じ」と語り、「誰かが言っていたね。『強い人は大関になる。宿命のある人が横綱になる』と。何か足りないんでしょう」と説いた。翌日も横綱鶴竜に寄り切りで敗れ連敗し、白鵬に千秋楽を待たず37回目の優勝を決められた。千秋楽は日馬富士に押し出しで勝ち、2場所連続での13勝で綱取りを来場所につないだ。また、14勝なら優勝を逃しても横綱昇進の可能性もあったが、13勝に終わりそれもできなかった。横綱白鵬から「日ごろの行い、日ごろの考え方。相撲だけ努力しても駄目」と土俵外での意識も磨くように言われたことを受け、「自分は力士として生きているから、土俵の上でしか表現できない。結果を残していないから。結果を残して、しっかりやることが自分の使命」と発言した。
7月場所は5度目の綱取り場所になるも、けがにより休場する可能性が一部スポーツ紙により報道された。無事に出場し、初日から4連勝するも5日目に栃煌山に黒星。6日目の妙義龍との一番は一度軍配が妙義龍に上がったものの物言いがついて協議の結果軍配が覆り辛くも勝利する。その後、横綱鶴竜、大関琴奨菊が休場。9日目は白鵬・日馬富士ともに敗れ2敗。稀勢の里は1敗を維持する。だが10日目に松鳳山に左を差すと見せかけて右に変化され2敗に後退。2敗同士で13日目に日馬富士と直接対決を迎えるが日馬富士の激しい攻めに圧倒され3敗に後退。しかし、14日目に待ったがかかり取り直しとなった一番で白鵬を土俵際の逆転で下し、優勝への望みを千秋楽へ残した。横綱昇進について審判部友綱副部長は、｢相撲内容がよくないため、決定戦になっても勝って優勝以外では横綱への昇進は厳しい｣との見解を示していた。千秋楽は7勝7敗で勝ち越しをかけて臨んだ豪栄道を押し出して12勝目を記録するも、日馬富士が白鵬に勝利したため決定戦にはならずに優勝を逃し5度目の綱取りにも失敗した。それでも優勝次点の成績だったことを評価され、来場所も引き続き綱取りの場所となることが明言され、二所ノ関審判部長は「優勝すればみんな納得する」と語り、八角理事長は「よくやったと思う。最後の最後まで優勝争いをした」と評価し「来場所もいい成績を残して欲しい。やっぱり、優勝がほしいね」と語った。大関での3場所以上連続12勝以上は、15日制以降では13人目で旭富士・武蔵丸の2回を含めて15度目の記録であり、日馬富士、鶴竜らも昇進後3場所以上連続での12勝以上はないため横綱級の活躍と評価された。
9月場所は6度目の綱取り場所となったが初日に隠岐の海にいきなり黒星。翌日は白星も、その翌日に立合い変化されて栃ノ心に不覚をとり2敗に後退。優勝争いから後退するもその後は4日目から7連勝。逆転優勝をかけて11日目に初日から連勝を続けていた豪栄道との直接対決に挑むも、渡し込みに屈して敗れ3敗に後退し、優勝争いから脱落し6度目の綱取りも失敗に終わる。残り全勝で12勝なら来場所への綱取りがつながると明言されるも、13日目に鶴竜に下手投げで転がされて敗北し綱取りは振り出しに戻り年内の横綱昇進がなくなった。八角理事長は「仕切り直しだよ」と白紙に戻すことを明言し「ずっと綱取りと言われて、精神的な疲れもあったのでは。リセットでいいんじゃないのか」と気遣っていた。稀勢の里は支度部屋で疲れた様子を見せ「まだまだだね」と自らの敗北を嘆いた。この場所は結局千秋楽に照ノ富士を寄り切りで下し10勝5敗で場所を終え、豪栄道が全勝で初優勝したため、現役大関で優勝経験がないのは稀勢の里のみとなった。千秋楽後、稀勢の里は今場所について「（二桁勝利）それだけでしょうね。あとは何もいいとこない」と述べた。また、今場所の主役に躍り出た豪栄道を囲んで万歳三唱が行われた東の支度部屋の片隅で、稀勢の里は自身を取り囲む記者を見渡しながら「来場所から見ない顔もいるでしょうね」と自嘲気味に笑っていたという。それでも最後は「まあやることは変わらないですし。しっかり頑張るしかない」と再出発を誓っていた。今場所について八角理事長は「あきらめずに努力すれば、いつか必ず結果は出る。焦る必要はない」、二所ノ関審判部長は「もう1度、立て直してほしい。力はあるわけだから」と再出発になった綱取りへ励ましていた。また、この場所は12勝、13勝なら優勝を逃しても昇進を推挙していいのでは、との声も横綱審議委員会にあったというが、10勝に終わりそれも叶わなかった。
10月4日に両国国技館で開催された第75回全日本力士選士権大会では優勝を果たし、好調ぶりをアピールした。
11月場所は年間最多勝をかけて挑む場所になり、もしも優勝なしで受賞なら史上初の珍事となる。尾車親方は「3横綱がいて1年を通して一番勝っているのだから十分、綱の力はあると言える。これを評価するのも大事じゃないかな。規約があるから駄目だけど、議論があってもいい」と最多勝で優勝なら横綱資格とも言われながら場所に挑み、初日から連勝するも3日目に遠藤に敗れ早くも黒星。その後白星をふたたび重ねていたが7日目に正代に土俵際で押し出されて敗れ2敗目を喫した。さらに、年間最多勝争いでも1勝差だった日馬富士がこの日勝利したため、同数で並ばれてしまう。しかし、この場所で綱取りを狙っていた豪栄道を倒し3敗に後退させ、さらに横綱白鵬を土俵際脚一本で残しそのまま逆転で勝利して勝ち越しを決め、2敗をキープして優勝争いに絡む。さらに全勝だった横綱鶴竜を小手投げで破る。その翌日も、この場所初日で負けたあと10連勝し1敗で優勝争いに絡んで、さらに年間最多勝争いで並ばれていた横綱日馬富士との60回目の対戦を寄り切りで倒し、この年67勝目と自身の2013年の68勝に次ぐ勝ち星で年間最多勝争いでもリードを奪う。しかし、この場所3横綱を撃破する活躍を見せるも格下平幕相手に2敗したことが大きく響き、審判部副部長の友綱親方に競馬で例えて「稀勢の里は走り始めたら強い。ただ、ゲートを出るまでが…」と言われてしまうなど平幕に簡単に星を落とすことを嘆かれていた。そうした心配が的中したか13日目に先場所、立合いに変化されて敗れている平幕の栃ノ心に下手投げで敗れ3敗に後退し、さらにこの日取り直しとなった一番で日馬富士が勝利したため、年間最多勝争いでもふたたび並ばれた。前日に「内容がいい。優勝しなくても来場所が楽しみ」と絶賛していた八角理事長は「昨日までも稀勢の里。これもまた稀勢の里。だからファンが多いんだろう。何とか頑張ってね…とみんな思っている」と呟き、また来場所の綱取りについて審判部の二所ノ関部長は「もう聞かないでくれよ。帰って四股を踏めって言いたい。踏まないで休んでいるから駄目なんだ」と渋い顔で友綱副部長らも来場所の綱取りには否定的だった。翌日は大関照ノ富士に勝利し年間勝利数が自己最多の68勝に並ぶ。だが、1敗の横綱鶴竜がこの日大関豪栄道に勝利したため優勝を逃した。しかし、この日に横綱日馬富士が横綱白鵬に敗れたため、この段階で史上初の優勝なしでの年間最多勝の受賞が決まった。日本出身力士の最多勝は98年の3代目若乃花以来で、幕内で1度も優勝がなく獲得した力士は初めてになる。稀勢の里は自嘲気味に笑い「いただけるものは、いただいていいんじゃない?」と話した。八角理事長は年間最多勝について「地力がある証拠だ。1つくらい優勝してもおかしくないと、本人が一番思っているだろう」と称えた。また、千秋楽は大関琴奨菊が二桁敗戦など不調だったため、好調だった宝富士との対戦が組まれ、この場所平幕以外には全勝だった。迎えた千秋楽、平幕の宝富士を寄り切りで倒し対戦があった横綱、大関、三役力士、さらには三役経験者も栃ノ心以外には全勝で12勝3敗とし、並ばれる可能性があった年間最多勝争いでも単独での受賞を決定させる自己最多記録の69勝目を挙げた。年間を通じて好成績だったが優勝できなかったため、横綱資格の話は流れた。来場所の綱取りについて二所ノ関審判部長は「1差だったらねえ」と来場所の綱取りには疑問を呈しながら、それでも「全勝とかしないと。ムードを盛り上げてください」と年間最多勝などのこれまでの安定した成績を評価した。「来場所でハイレベルな優勝をした場合のみ綱取りの可能性がある」と来年1月の初場所の成績次第とし、審判部内では、年明けの初場所で優勝すれば昇進に値するという意見も出たため来場所は綱取りとなった。また、稀勢の里は年間最多勝を「喜んでいいのか、悔しんだらいいのか、分からない感じです」とし「いろいろ経験させてもらって、非常に成長できた1年だったと思います。また新しい気持ちで来年に向けてやっていきたい」と来場所を見据えていた。優勝を逃してきたことに横綱・鶴竜は「お互いに優勝争いで邪魔してる感じで。本当にいい刺激になる。こういう相手がいると頑張れる」「ちょっとしたことだと思う。やっぱり何か1つ足りないのかな。それがあれば、次の番付に上がれる力は十分ある。自分の場合は、気持ちがすごく大事なのかな」とエールを送っていた。
2017年-優勝次点12回で悲願の初優勝、そして待望の横綱昇進へ-
1月場所は全勝のハイレベルな成績の優勝なら昇進と言われながら7度目の綱取りに挑むが、場所前の稽古で大関琴奨菊に負け越し、右足に違和感とも報じられるなどいきなり綱取りに暗雲が立ち込める。だが、場所に入ると好調で初日から連勝を続けた。4日目の松鳳山戦では軍配のあげ間違いという珍事も起きたが、問題なく勝利した。この珍判定に稀勢の里は「人間ですからね」と苦笑いしていた。その後も連勝を続け、7日目には全勝は幕内で白鵬と稀勢の里のみで鶴竜は3敗、日馬富士も休場し、上位陣は白鵬を除いて全員2敗以上となり白鵬との一騎打ちの様相を呈した。8日目には隠岐の海を土俵際の逆転で破り8連勝とし中日勝ち越しを記録すると、同日に白鵬が敗れたため8日目で全勝で単独トップに立った。また、大関での連続勝ち越し18場所は歴代4位タイ記録となり、幕内18場所連続勝ち越しは自己最長タイ記録である。9日目に角番で2勝6敗だった大関・琴奨菊との幕内史上最多62度目の対戦に寄り切りで敗れ連勝がストップしたが、同日、弟弟子の髙安が白鵬を倒す援護射撃で貴ノ岩と並びトップを維持した。10日目にはふたたび単独トップに立った。さらに横綱・鶴竜が不調により休場した。
11日目には遠藤を下し、6場所連続の10勝目を挙げた。13日目には豪栄道が前日の遠藤戦で負傷し休場したため、不戦勝で労せず12勝目を挙げた。同日、2敗で追っていた逸ノ城が敗れ、弟弟子の髙安が貴ノ岩を下したため、2敗は白鵬のみとなった。横審の守屋委員長は「いい風が吹いているように思います。苦手の日馬富士が休場したし、本来今日はヒヤヒヤして見ないといけないと思ったけど」と話した。残り2日で星を1つ落としての優勝は「13勝だったら非常に難しい。議論して決まることだと思います」と語り、14勝や13勝2敗で決定戦勝利の場合のみ昇進の可能性があると言及した。14日目は上位陣の休場が相次いだため、平幕の逸ノ城との対戦が組まれた。稀勢の里は逸ノ城を下して13勝目を挙げ、自身初の優勝同点以上が確定、さらに唯一2敗で優勝の可能性を残していた白鵬がこの日初顔合わせの同じモンゴル人力士・貴ノ岩に敗れ3敗に後退。その結果、稀勢の里の初優勝が決まった。
支度部屋にて優勝の瞬間を迎えた稀勢の里は目を真っ赤にさせながら「そうですね、うれしいですね。最後まで集中してやりたい。本当に感謝しかないです」と声を絞り出し、涙をこぼした。また11年11月に急逝した鳴戸親方（元横綱・隆の里）にささげる優勝となった。また、初土俵から89場所目での初優勝であり、大関昇進後31場所での優勝は琴奨菊の26場所を超えて歴代でもっとも遅い記録になった。さらに千秋楽の白鵬との一番は立合いから白鵬に一気に攻め込まれるも、土俵際で逆転の掬い投げで白鵬を下し14勝1敗で場所を終えて初優勝に花を添えた。稀勢の里は優勝後のインタビューでは「ずいぶん長くなりましたけど。いろいろな人の支えがあって、ここまでこられたと思います」と述べた。「何か一つ足りない」と言われていたものについては「一日一番って気持ちで集中して、やってきたからではないでしょうか」と必死に言葉を絞り出すと、こらえきれず涙を流し念願の優勝の喜びに浸っていた。

### 横綱
2017年
2017年1月場所の優勝決定後に協会審判部から八角理事長へ臨時理事会開催の依頼があり、八角理事長が横綱審議委員会へ横綱推薦の諮問を行った。
場所終了後の1月23日に開かれた横綱審議委員会において全会一致で横綱に推挙され、それを受け1月25日午前の番付編成会議ならびに臨時理事会にて横綱昇進が決定。理事会終了後、協会から田子ノ浦部屋（伝達式自体は部屋が手狭であることから帝国ホテルにて開催）に協会理事の春日野、二所ノ関一門の年寄である高田川審判委員の2名の使者を差し向け、伝達された。これにより日本出身力士としては1998年5月場所後に横綱に昇進した若乃花勝（第66代、藤島部屋→二子山部屋）以来19年ぶりに横綱に昇進し、2003年1月場所で引退した貴乃花光司（第65代、藤島部屋→二子山部屋）以来14年間途絶えていた日本出身横綱となった。
茨城県出身力士としては、1936年1月場所後に昇進した男女ノ川登三（第34代、高砂部屋→佐渡ヶ嶽部屋）以来81年ぶりの横綱昇進であり、1942年1月場所で男女ノ川が引退して以来75年ぶりに誕生した横綱となった。先述の若乃花が引退した2000年3月場所以来17年ぶりの4横綱時代の幕を開けた。
横綱土俵入りは不知火型だった師匠・隆の里とは異なる雲龍型を選択、1月26日に、二所ノ関一門の先輩横綱である大乃国の芝田山より土俵入りの指導、継承を受けた。過去に師弟が異なる土俵入りの型をみせたのは、奇しくも大師匠の若乃花（初代）―師匠・隆の里の例だけである。師匠と異なる型を選んだ理由について、「元々雲竜型に憧れていた」としている。
芝田山は横綱昇進時に二所ノ関一門の総帥であった稀勢の里の大師匠・若乃花（初代）の二子山から直々に土俵入りの指導を受けており、芝田山が横綱土俵入りの見せ場である「せり上がり」の際の右手のひらの向きについて、右手のひらの上に粘着テープ1巻を置き、落ちないように上に向けたまま実演して稀勢の里を指導する姿や、1987年に若乃花（初代）の二子山が横綱・大乃国の土俵入りを直々に指導した過去の写真、映像が報道された。芝田山は横綱引退会見で思い出の一番として、若いころから稽古をつけてくれた一門、阿佐ヶ谷勢の先輩である稀勢の里の師匠・隆の里に初めて勝った相撲をあげており、稀勢の里への指導の最後に、若乃花（初代）の二子山が大乃国の新横綱土俵入り指導で言った「好きにやればいい。横綱がやれば、横綱土俵入りなんだ」の言葉を伝えている。1月27日に東京・明治神宮で横綱推挙式と奉納土俵入りを行い、「土俵の鬼」と言われた大師匠・若乃花（初代）が使用した「鬼」の化粧廻しを身に着け、18,000人の観衆を前に雲竜型を披露した。八角理事長は「同じ型をするんだけど、人によってせり上がりが微妙に違うのがいいところ。大乃国さん（芝田山親方）に教わったから当たり前だけど、やっぱり似ているな、という感じがした」と合格点を与えた。

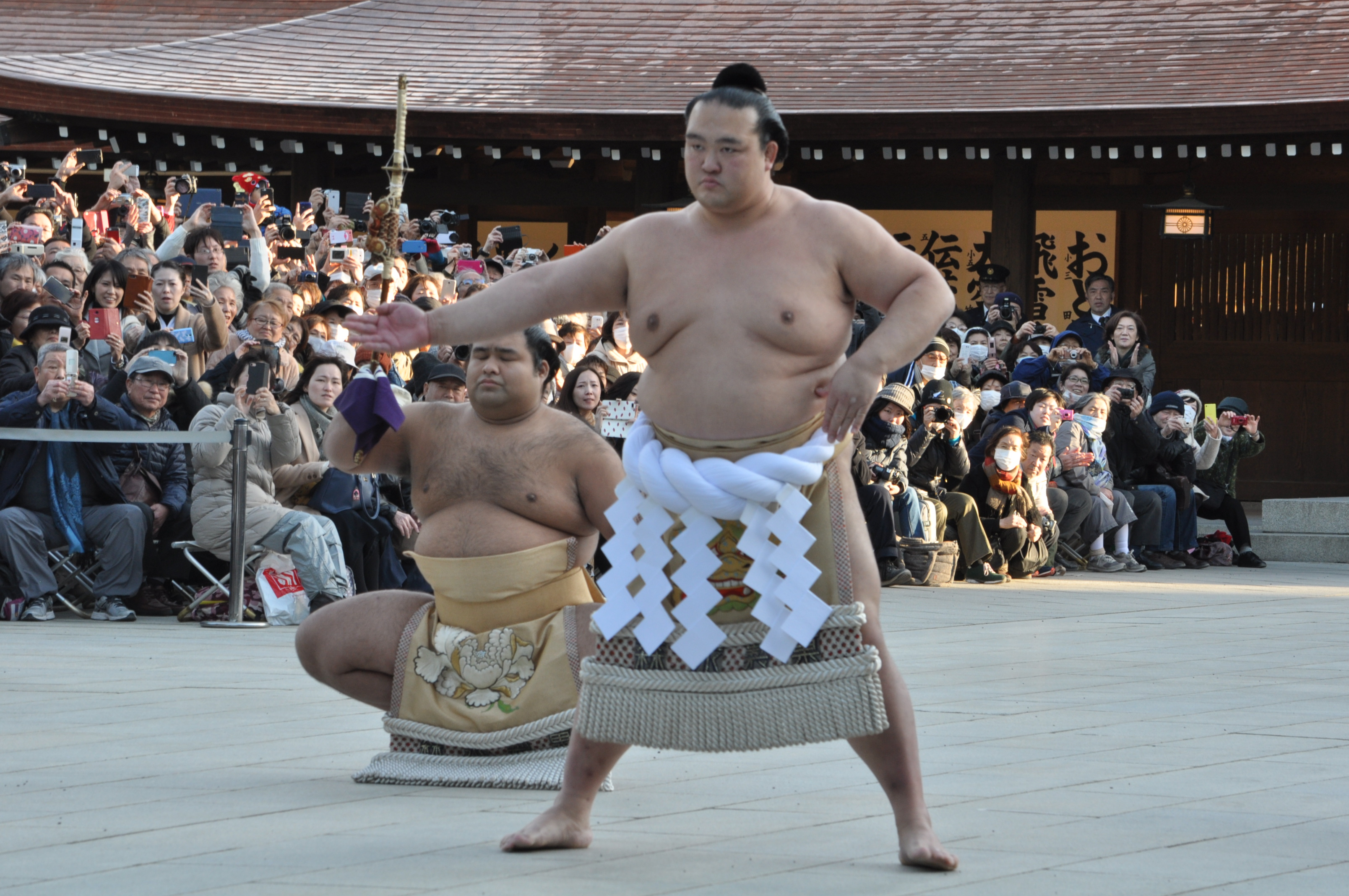
奉納土俵入り（2017年1月27日撮影）
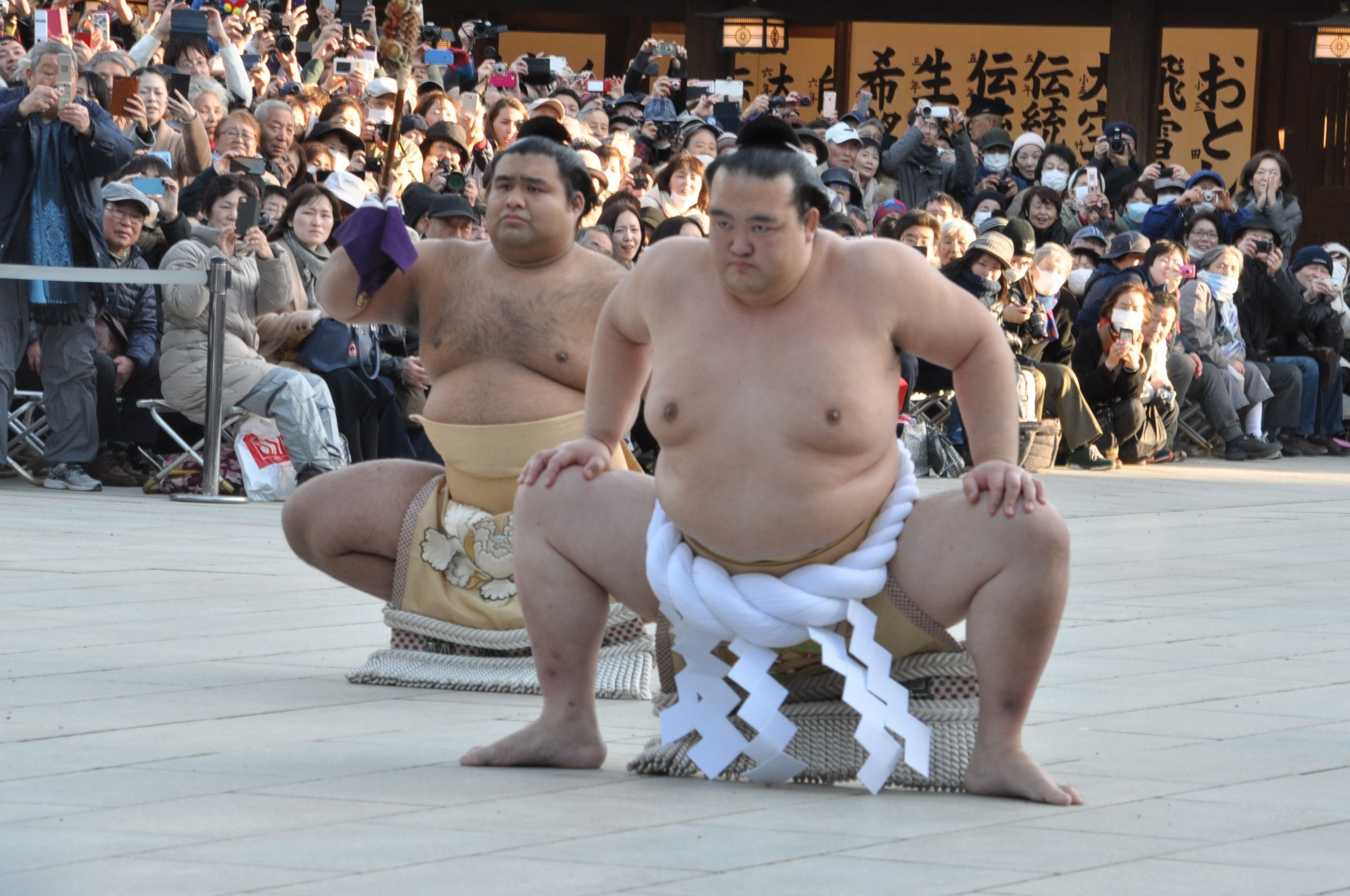
同左、（2017年1月27日撮影）
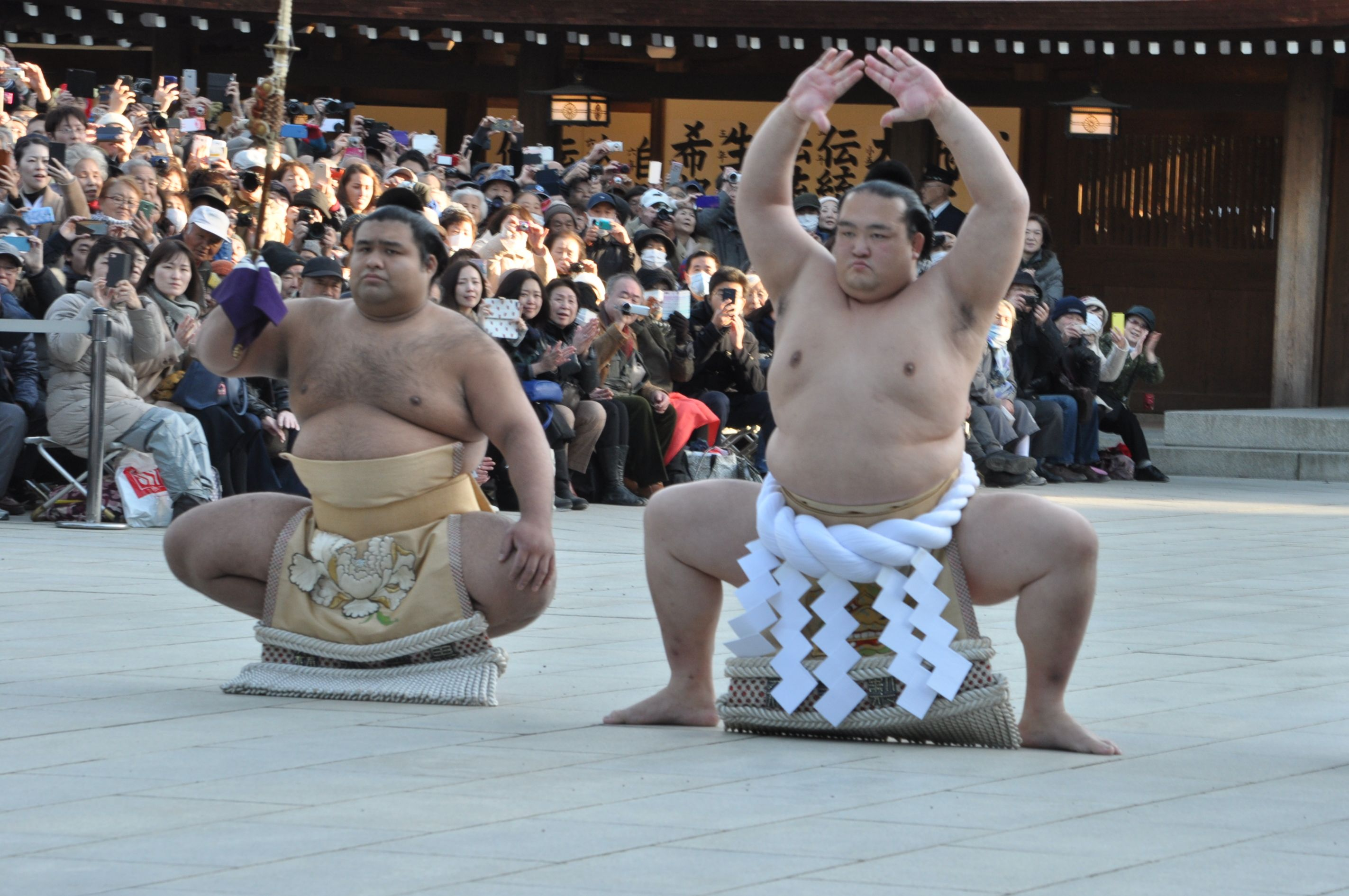
同左、（2017年1月27日撮影）
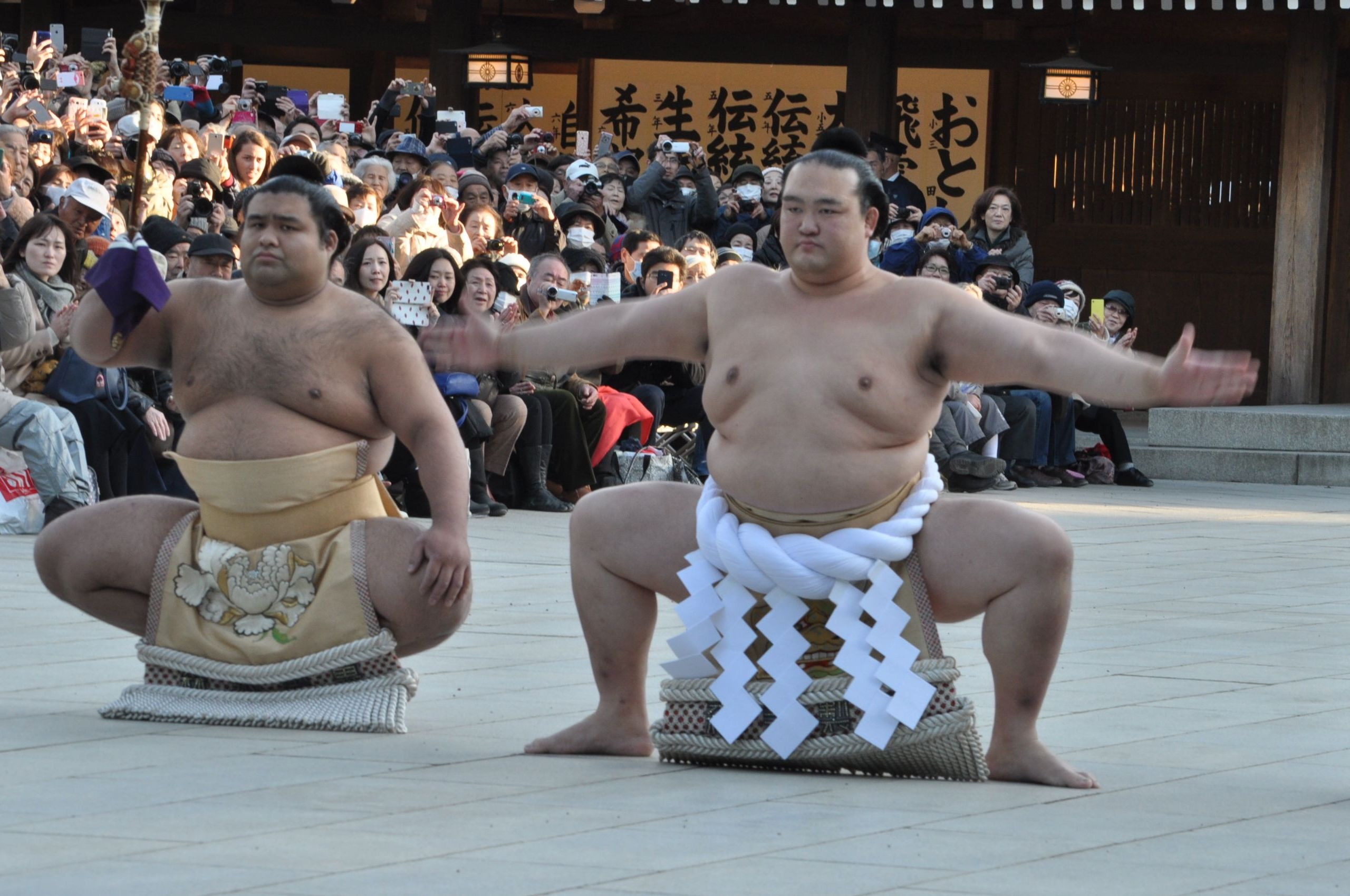
同左、（2017年1月27日撮影）
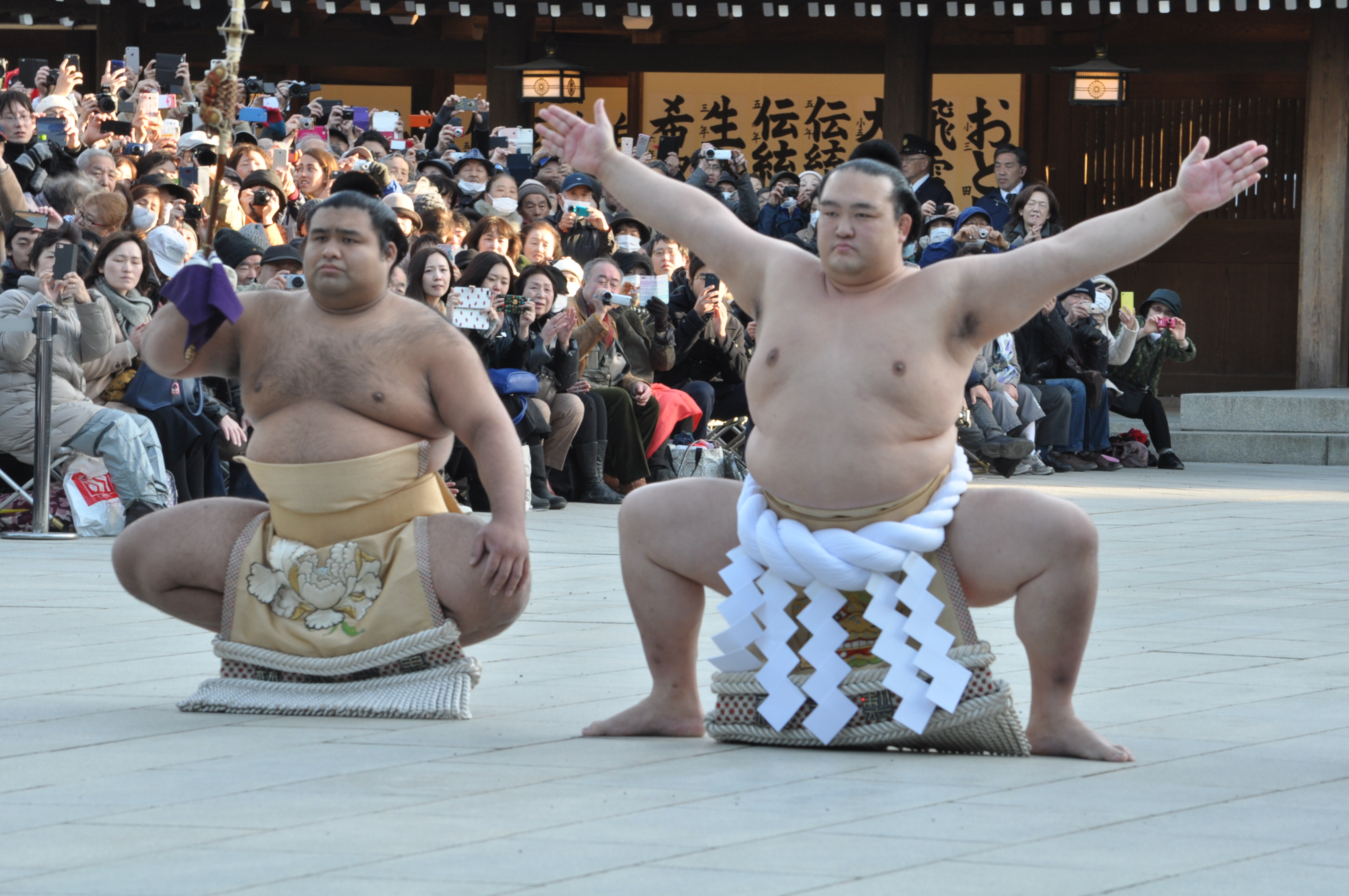
同左、（2017年1月27日撮影）

2月5日に横綱昇進後初の日本大相撲トーナメントが両国国技館で行われ、決勝で東前頭10枚目・貴ノ岩を突き落としで下し、初優勝を果たした。3月6日、大阪市港区にある田子ノ浦部屋の3月場所の稽古場で嘉風と稽古を行ったが、2番目の手合わせで嘉風の頭がぶつかって左目上に裂傷を負い、11針を縫った。稽古を切り上げた稀勢の里は「大丈夫。けがのうちに入らない。痛みはほぼゼロ」と笑顔を見せ、翌日以降も稽古を続ける考えを示した。4年前にも出稽古に来た日馬富士との相撲で、同じ箇所を裂傷したことがある。
横綱としての初の場所となった2017年3月場所は、格下勢をまったく寄せつけず初日から12連勝と好調であった。新横綱で迎えた場所で初日からの12連勝は1場所15日制が定着した1949年以降では、玉の海と旭富士に並ぶ歴代2位タイの記録となった。しかし13日目に日馬富士に寄り倒された際に左肩を負傷した。休場の可能性も囁かれたが、左肩に大きなテーピングをして強行出場。しかし土俵入りの柏手の音すら弱々しく聞こえるほどけがの状態は深刻であり、14日目の鶴竜戦は一方的に寄り切られ、この時点1敗で並んでいた照ノ富士に逆転を許してしまう。千秋楽には左の二の腕が内出血で大きく黒ずむほどけがが悪化している中で、優勝争い単独トップの照ノ富士との直接対決を迎える。優勝決定戦と合わせて2連勝が必要な稀勢の里の優勝はほぼないと思われたが、本割で左への変化から最後は突き落としで勝利、決定戦に望みをつなぐ。引き続いての優勝決定戦では、もろ差しを許して土俵際まで押されたが、体を入れ替えての一発逆転の小手投げが決まって勝利し、物言いなしの奇跡的な逆転優勝を決める。1995年1月場所の貴乃花光司以来となる、22年ぶり史上9人目の新横綱昇進場所優勝を逆転で飾った。また1998年7月場所と9月場所を制した貴乃花光司以来、19年ぶりの日本出身力士の2場所連続優勝となった。
優勝力士インタビューで稀勢の里は「いやもう、自分の力以上に最後は…。本当に諦めないで、最後まで力を出してよかった」と話すと、はばかることなく涙を流した。場所後の4月に行われた春巡業はけがの回復を優先して全休。5月2日の体重測定では1月場所前の175㎏から9㎏増の184㎏を計測し、増量が負傷の足枷になることを懸念する報道もあった。同日、部屋で本格始動したが稽古は非公開で行われた。田子ノ浦によると、三段目力士を相手に20分ほど相撲を取った。午後から両国国技館で行われた力士会に参加した稀勢の里は、相撲を取った感触を「いいんじゃないですか。（けがは）ほぼ問題ない」と明るい表情で語った。この日は約1か月ぶりに実戦的な動きで上半身を使った。これまでは「基本的には下半身中心」の鍛錬を続けていた。5月3日の稽古総見は欠席したが、師匠の田子ノ浦が欠席の連絡を入れ忘れるハプニングが発生（連絡を入れれば「姿だけは見せろ」と説得される可能性があったため、稀勢の里の調整のために田子ノ浦がわざと無断欠席させたという見方もある）。
5月場所は痛めた左上腕付近の負傷が完治せず、初日に嘉風、4日目には遠藤に敗れる。その後は立て直し前半戦を6勝2敗で折り返したが、9日目に栃煌山、10日目には琴奨菊に敗れ連敗し、11日目から途中休場。場所後の6月15日、休場後初の出稽古では阿武咲と15番取って11勝4敗であり、内容について「見ての通りでしょう。（阿武咲は）いい相撲を取っていた」と話した。26日は番付発表の当日であるにもかかわらず稽古を行っていた。番付発表当日は稽古を休むのが通例であり、ましてや時の横綱がそうした日に稽古場で体を動かすのは極めて異例である。5月29日に開かれた横綱審議委員会の定例会合では稀勢の里が7月場所を休場することを容認する意見が出たが、7月場所は出場に踏み切った。しかしながら、3日目には右四つ得意の栃ノ心に左四つで敗れる、5日目にはこの場所は4勝11敗の大敗に終わった勢に敗れるなどして、出場した5日間で2金星を配給。6日目には「左足関節靱帯損傷で約3週間の安静加療を要する」との診断書を日本相撲協会に提出して休場した。この場所では鶴竜も途中休場しており、2場所連続で2横綱が途中休場したのは1980年1月場所以来。1980年1月場所の例は北の湖の引退によるもの（3日目の不戦敗が休場扱い）。横綱在位3場所目で2回以上の休場は昭和以降5人目。武蔵川は7月場所後のコラムで「5月、7月と休んで9月に出てくるくらいでよかったんだよ」と、無理に出場したことに対して苦言を呈している。
大相撲の夏巡業が30日に始まったが、田子ノ浦は「できるだけ参加させたい」と8月14日の釜石場所での横綱土俵入りで復帰する可能性を示した。10日の常陸場所から途中出場。横綱昇進後初めての巡業参加であった。9月4日の二所ノ関一門による連合稽古では新十両矢後を指名して13番全勝だったが、幕内力士との稽古は実現しなかった。「まだまだ」を連発し、全開宣言は出なかった。芝田山は「間に合うの?」と報道陣に問いかけて即座に「いやいや、間に合わない」と断言。尾車も「続けて相撲勘が戻れば…」と、調整遅れを認めるようにつぶやいた。
9月場所は「左の上腕筋と大胸筋の損傷で約1か月の安静を要する」との診断書を提出して初日から休場した。この大胸筋のけがは稀勢の里が肉厚すぎるためMRIでは詳細が判明しなかったが、担当医の触診によると大胸筋が約8cm断裂していたという。可動域が消えるばかりか再断裂するため手術しても意味がなく、現役時代に手術はされなかった。10月5日に行われた秋巡業八千代場所では朝乃山と三番稽古を17番行い、15勝2敗であった。11月4日、福岡・大野城市の田子ノ浦部屋九州場所稽古場で髙安と三番稽古を行い、13番で9勝4敗。見守った北の富士は「だいぶ戻ってきた。名古屋（場所）のころはたるんでいた体も張っていた。状態はいい。胸を合わせれば負けることはない」と手放しで褒めた。稀勢の里は「いろいろやってみたいこともできた。（北の富士がいると）緊張感があっていい」と、手応えと感謝を口にした。しかし迎えた11月場所では9日目まで4勝5敗、5敗はすべて金星配給とまったく振るわず、日本相撲協会に「腰部挫傷・左足前距腓靱帯損傷で約1か月の安静加療を要す」との診断書を提出して、10日目から途中休場。1場所に金星配給5個は昭和以降ワーストタイ。
2018年
1月2日の部屋の稽古では髙安と35番取って25勝6敗と、場所前には復調したかのように伝えられることもあった。しかし1月場所は序盤5日間で金星を3つ配給するなどし1勝4敗、6日目から休場した。この休場で5場所連続の休場となり、来場所以降進退問題になる可能性もある。11月場所に続いて2場所連続で3日連続金星を配給し、1930年10月場所、1931年春場所で3日連続配給した宮城山福松以来、1場所15日制定着後では初の記録となった。進退問題となるかと危惧されたが、場所後の横綱審議委員会の定例会では北村正任委員長が「数場所全休してでもけがの克服に専念すべき」という趣旨の寛大な意見を示した。また、休場を進言した横審の意見を聞き入れず強行出場した結果、途中休場を喫した事実を毎日新聞は批判している。3月場所に進退を懸ける身であり、直前の1月場所を休場したが、18歳のときから参加している恒例行事である成田山新勝寺の節分会には参加した。
しかし3月場所も大阪入り後は二所ノ関一門の連合稽古には一番も参加せず、四股・鉄砲の基本運動を繰り返すのみで、大幅な調整の遅れが懸念されていた。結局3月8日に師匠の田子ノ浦親方から、左胸・腕の故障が完治していないため、3月場所の昨2017年9月場所以来2回目となる初日から全休を表明。なお横綱の6場所連続休場は、武蔵丸（2002年11月～2003年9月場所）以来となる。2018年春巡業は初日からの休場が発表された。春巡業途中の12日、草加場所で合流し、十両佐田の海と10番続けて取るなど精力的に動いた。関取と胸を合わせるのは3月場所前以来であり、左を固めて当たってから左四つで寄ったり、突き、押しや左おっつけを使ったりして、8勝2敗。しかし持ち前の力強さは戻らず、5月11日、「左大胸筋痛で約1か月激しい運動を制限する」との診断書を提出し、5月場所も初日からの休場が決まり、これで横綱として7場所連続の休場、貴乃花と並ぶワースト記録となった。
7月場所前には白鵬と約1年4か月ぶりに稽古し、調整を続けたものの、本来の相撲勘は戻らず、初日からの休場を表明。連続休場は8場所目（全休は3場所連続）となり、横綱としては貴乃花のワースト記録を更新することとなった。稀勢の里は「場所前から必死に調整してきたが、うまく進まず休場を決めた。来場所にすべてを懸ける気持ちで頑張る。（次は進退問題が浮上する可能性に）そういう気持ちで今場所もやってきた。相撲の感覚、筋力もだいぶよくなってきた。復活できるように頑張る」と話した。25日の春日部場所の朝稽古では相撲を取らず、四股などで約1時間汗を流した。「いろいろな力士と（相撲が）取れ、いい稽古ができた」と振り返った。9場所ぶりに出場を予定している9月場所に向け「いい状態で迎えられるよう一生懸命取り組む」と意欲を見せた。この夏巡業は2017年秋巡業以来となる巡業皆勤となった。一部報道によると、8場所連続休場の最中、12代西岩を通じて本願寺の高僧と接触し、心の鍛え方などのアドバイスを受けていたという。引退がかかっていた9月場所は10日目に勝ち越しを決め、場所中に朝日新聞からは「最低限クリアすべき一山は越えた」と報じられた。勝ち越しを決めた遠藤戦は3度の「待った」の末の寄り切りでの勝利であった。その後は黒星と白星が交互に並び、最終的には10勝5敗。これに対し横審の北村委員長は「ほっとしている。復活の足場ができた。まだ本来の強さではない。もろさもあった。来場所以降に向け、鍛え直して完全復活となってほしい」と話した。
11月場所前に白鵬と鶴竜が休場を表明したため、11月場所は自身初めて一人横綱として出場することになるも1931年1月場所の宮城山以来、1場所15日制が定着した1949年夏場所以降では初となる横綱が初日から4連敗という記録を作り5日目から休場、来場所以降はまたしても進退を問われることとなる。11月場所後の同月26日に福岡市内で行われた横綱審議委員会では、全会一致で稀勢の里に対する「激励」の決議がなされた。北村委員長は「横綱稀勢の里は、長期にわたって、その地位にふさわしい力量を示せずに、九州場所における復活に願いをかけた。ファンの失望は大きい。本委員会は委員会規則に定められた『激励』を決議し、稀勢の里自身が決意した来場所での再起に期待する」と会見で述べた。
2019年
2018年11月場所は5敗10休の内容であったものの、白鵬と鶴竜が全休したため2019年1月場所は東正横綱と番付され出場。初日の小結・御嶽海戦は立ち合いから左差しを狙ったものの阻まれ、御嶽海の巻き替えで懐に入り込まれ押し出しで敗れる。2日目の西前頭筆頭・逸ノ城戦は押し相撲に出たが、逸ノ城にいなされはたき込みで敗北。3日目は同学年（花のロクイチ組）の東前頭筆頭・栃煌山に立ち合いからもろ差しを許して寄り切られた。この結果2018年9月場所から不戦敗を除き8連敗となり、横綱としては貴乃花を抜きワースト記録となった。

### 引退・荒磯襲名

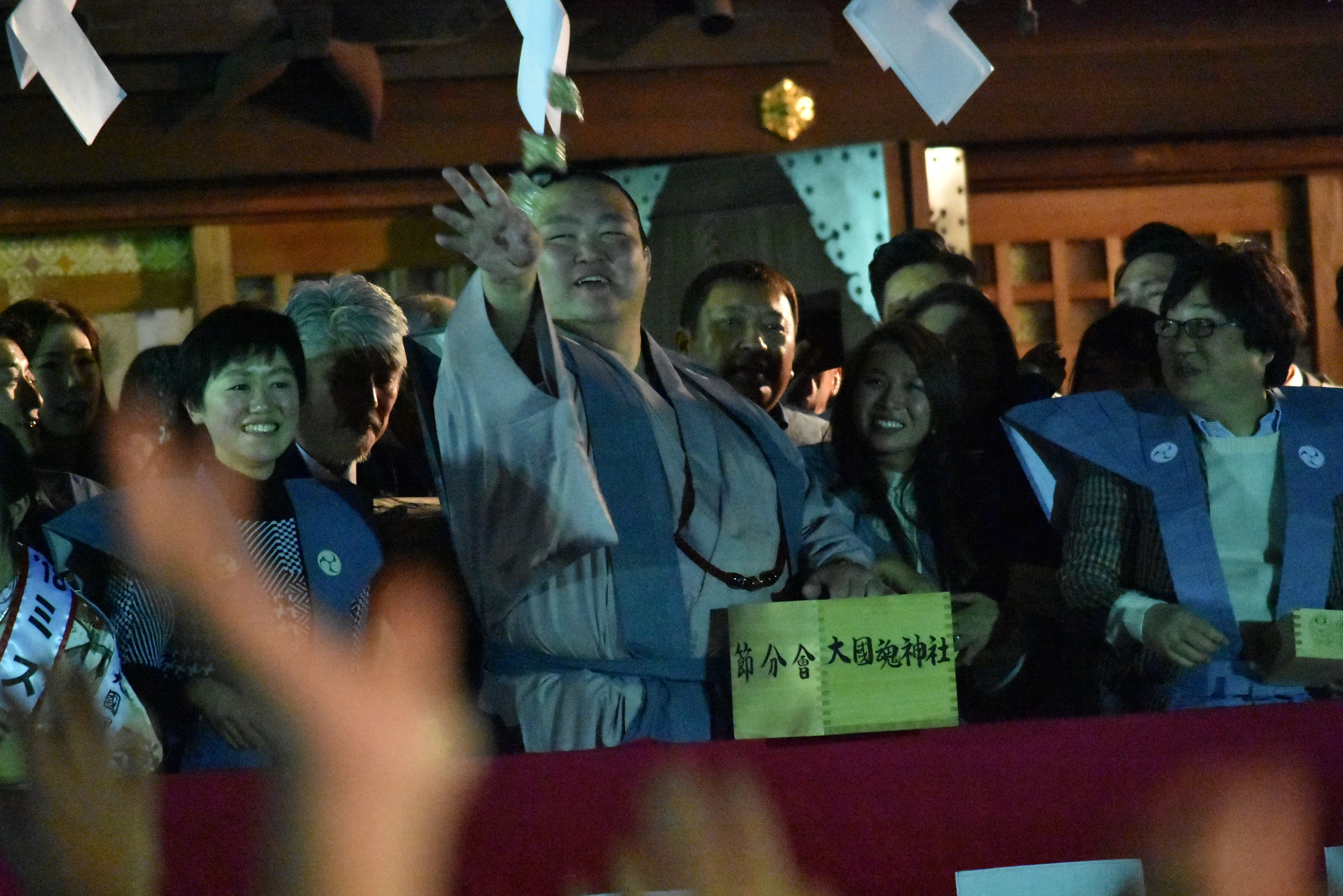
大國魂神社節分祭 荒磯親方の豆まき（2019年2月3日撮影）

2019年1月16日（1月場所4日目）の朝、師匠の田子ノ浦は、前夜に稀勢の里本人から引退の申し出があったことを明らかにした。同日、稀勢の里は日本相撲協会理事会で現役引退と年寄「荒磯」襲名を承認され、田子ノ浦部屋付きの親方となった。国技館内で同日に開いた記者会見では、自身は在位12場所の短命横綱に終わるも、「私の土俵人生において一片の悔いもございません」と涙ながらに述べ、それまで支えてくれた人々への謝辞を繰り返した。この言葉は、稀勢の里自身が理想としていた『北斗の拳』のキャラ・ラオウの最期の言葉「わが生涯に一片の悔いなし」を引用したものであったとされる。また、記者の問いに答えて、先代の師匠（元横綱・隆の里）への思いや、指導者としての抱負を語った。
尚、横綱としての成績は36勝36敗97休（不戦敗を含む）であり勝率は5割だが、これを下回るのは前田山（24勝27敗25休）のみとなっている。
2月10日、両国国技館で開催された日本大相撲トーナメントでテレビ解説者デビュー。現役時代の寡黙なイメージと乖離した饒舌さから、朝日新聞も驚きを持ってその様子を伝えた。本場所のNHKでの解説は、大阪府立体育会館での春場所7日目（3月16日）より参加。
2019年3月場所前の相撲誌の記事によると、引退から数日後にはすでに髙安に胸を出せるように筋力トレーニングを再開していたとのこと。
2019年9月29日に両国国技館にて断髪式を行った。断髪式には元横綱・日馬富士のダワーニャム・ビャンバドルジや父の貞彦をはじめ、横綱・白鵬や弟弟子の大関・髙安など約300人がはさみを入れ、最後は師匠の田子ノ浦親方が止めばさみを入れた。元日馬富士は荒磯に「しっかりとした育成をして、けがをしない力士を育ててほしい」と期待を寄せた。
2020年3月25日に新たな職務分掌が発表され、指導普及部から広報部に配属。
2021年1月2日の部屋の稽古始めでは高安と三番稽古を25番行った。2021年1月場所後の報道によると、新型コロナウイルス感染拡大防止の観点から出稽古が禁止されている中、高安を除けば部屋の力士は三段目以下しかいない事情を鑑みて、自ら廻しを締めて高安の稽古相手を務めているという。
2021年3月17日、関係者の話で早稲田大大学院スポーツ科学研究科の修士課程1年制で「新しい相撲部屋経営の在り方」をテーマにまとめ上げた修士論文が最優秀論文として表彰された。同月29日、都内で学位記を授与され、「視野が広がり、人生で貴重な経験を積むことができた。もっと成長していきたい」と話している。指導をした平田竹男教授は「課題に対して本当に一生懸命取り組み、論文の内容には一貫性があった。何もかもが面白かった」と評価している。

### 部屋創設
2021年5月27日、理事会にて8月1日付での独立が承認され、荒磯部屋を開くこととなった。創立初日に「自分ではなく荒磯部屋の力士が目立つのが理想。今は（目立っているのは）自分だけど、自分の存在が分からなくなるぐらいになって（番付を上げて）ほしい」と抱負を語った。

### 二所ノ関襲名

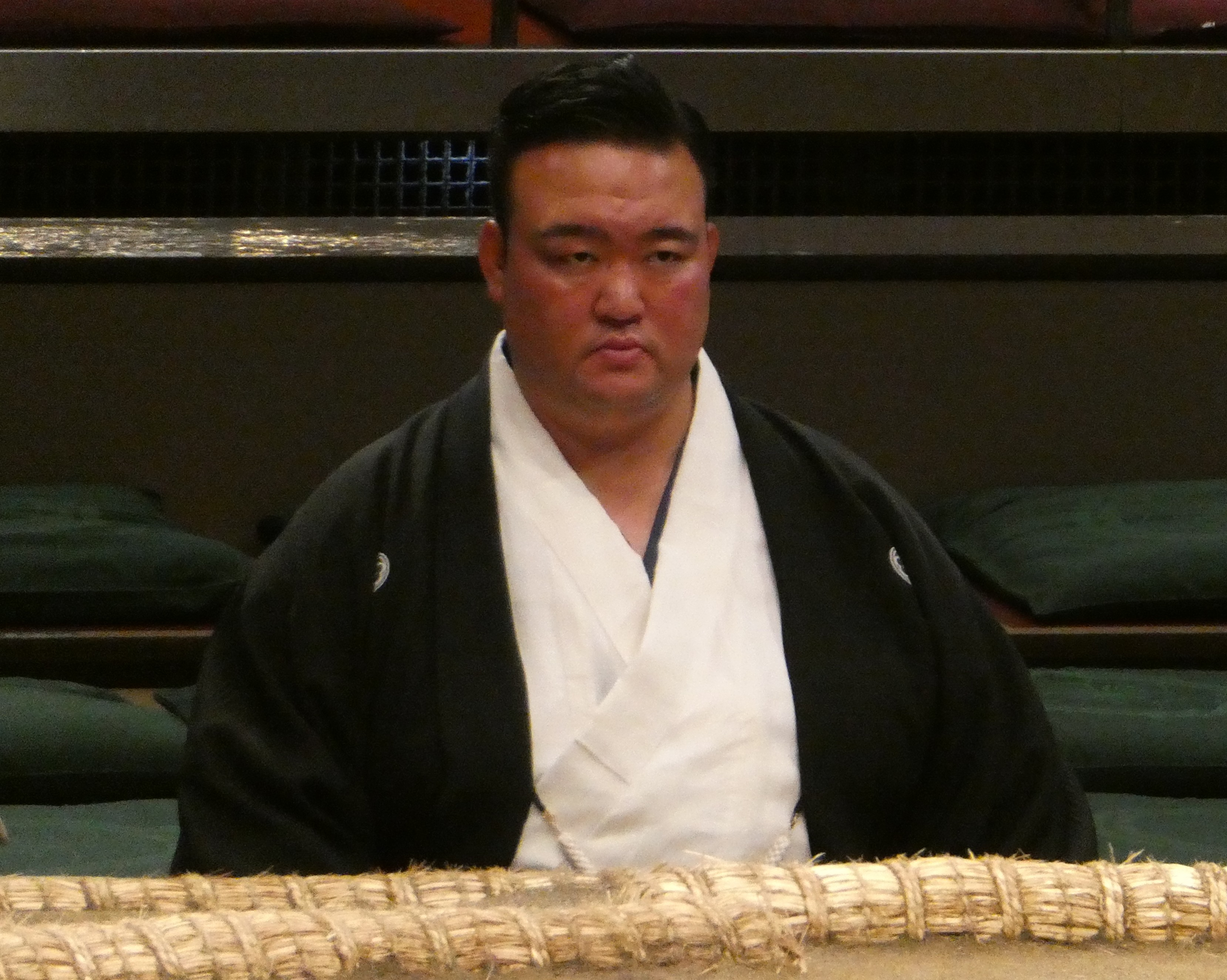
土俵下で審判を務める二所ノ関親方（2024年9月16日撮影）

12月19日、二所ノ関一門総帥の12代二所ノ関（元大関・若嶋津）の停年（定年）退職を翌月に控えて、名跡を二所ノ関へ変更する予定であると報道された。名跡変更に伴って部屋の名称は荒磯部屋から二所ノ関部屋に変更される。二所ノ関一門の新総帥に就任することが決まった背景には、二所ノ関一門内から将来は相撲協会の中枢で活動していくことを期待されているという事情があった。そして12月24日、同日付での13代二所ノ関襲名が同月2日の日本相撲協会理事会で承認されていたと相撲協会より発表された。この名跡交換に関して一部報道はある親方の「二所ノ関部屋は部屋付き親方が3人おり、名跡はそのうちの1人、放駒親方（元関脇玉乃島）が継承するものだと思われていた。後継者が他にいるにもかかわらず、他の部屋の親方に名跡を譲るのは角界でもレアケース。おそらく二所ノ関一門、ひいては協会も稀勢の里を『将来の理事長候補』と考えて、今から英才教育をしようという考えではないか」という分析を掲載していた。
2022年3月30日に協会は新職務分掌を発表し、13代二所ノ関が勝負審判に就任したことが明らかとなった。4月27日、入籍したことを報告。
5月場所10日目の序二段の取組で自身初の勝負審判としての場内説明を行った。やや声が震える場面もあるなど、緊張した様子だったが、滞りなく初の説明を終えた。
2024年4月22日、日本相撲協会は二所ノ関部屋所属の大の里が20歳未満の幕下以下力士と部屋で飲酒していたとして、師匠の二所ノ関とともに厳重注意したと発表した。この問題には続きがある、と『週刊新潮』2024年5月2・9日ゴールデンウイーク特大号は、4月16日両国国技館で行われた協会主催の能登半島地震復興支援「勧進大相撲」で、二所ノ関親方は本来、社会貢献部の1人として役割を担うべきなのに欠席して部屋主催のゴルフコンペに出席していたと報じた。『デイリー新潮』では『週刊新潮』2024年5月2・9日ゴールデンウイーク特大号の内容として「稽古は週に3日で、相撲部屋の体を成していない」「弟子の悪質アルハラも」と伝えた。『現代ビジネス』は「働かないし、人望もない」と二所ノ関の勤務態度と人望を否定する報道をしている。モンゴル出身力士に対抗できる力士としてファンや相撲界から甘やかされた結果、大関時代から既に横柄な態度が目立つようになっていたとも指摘されている。
部屋の師匠としては内弟子を含めて新潟県立海洋高等学校出身者が多数入門しており、海洋高校との間の弟子集めのパイプをうかがわせている。

## 力士として・取り口など
基本的にはおっつけを武器とした押し相撲と左四つに組む四つ相撲を中心とした取り口である。
前相撲の時点ですでに左おっつけ、右のど輪で白星を収めていた。
元々は突き押しを武器に出世し、特に左からのおっつけは幕内でも1、2を争うほど強烈で立合いを制した時はそのおっつけだけで相手を浮き上がらせ、そのまま一気に土俵の外に持っていくこともある。
また番付を上げていくのと同時に左四つの型を身につけ、大関昇進以後は左四つ右上手が絶対の型と言われるほどになった。大関昇進から半年が過ぎたころ、北の湖からは「まわしをつかんだまま手首をひねればいいんだぞ。そうすれば相手の上体が傾いて右上手が近くなる」と左下手の使い方を教わった。大関時代に休場を喫した原因である右足親指負傷を機に、仕切り線とほぼ平行に両足を開いて腰が大きく割れた状態で左足から踏み込む形に立合いをマイナーチェンジすると、以前よりもスピードが劣った代わりに下からの左おっつけの威力が上がった。
下半身の粘り、腰の重さが身上で腰高や脇の甘さゆえに相手に二本差されたり、上手を取られ頭をつけられたりする絶好の体勢を許して土俵際まで追い込まれても負けることが少ない。逆に腰高を活かして相手を浮かせる相撲を取り、攻める方の頭が上がり、形勢を逆転されるケースが多い。白鵬は土俵際での逆転の投げ、突き落としでしばしば稀勢の里相手に星を落としている。また、片足一本で残すことも多く、横綱になってからも棒立ちで右足一本を残して勝ったことがある（2017年5月場所3日目の千代の国戦など）。
右脇が甘い傾向にありそこから崩されると両脇が甘くなるが、右だけを差しに行く力士相手だと左脇はかなり硬いため右四つになられることはほとんどなかった。そのため、朝青龍を除くモンゴルの三横綱や大関豪栄道はほとんど右四つになれずに苦しめられた。引退後に右差しに拘る傾向がある朝乃山を稽古場で圧倒していた。
また、土俵際に追い詰められたときの左からの突き落としも強烈であるが、これが出るときは得てして立合いに失敗して中に入られたときであり、相撲内容としては決していいとは言えない。
弱点としては脇の甘さと腰高、そして「豆腐」と揶揄されるほどの致命的なメンタル面の弱さが挙げられる。メンタル面については多くの相撲界OBや好角家から指摘されており、特に優勝のための大事な一番などになると極端に動きが悪くなることで知られる。逆に周囲の期待感がないときは存分に力を発揮する傾向があると13代鳴戸がインタビューにて答えている。一方、本人は引退後に「ぶつかり稽古では、先代（13代鳴戸親方）への恐怖心、見てくれているという意識から限界を超えて押すことができた」と、稽古場ではむしろ精神力で限界を突破していたと話している。
器用な力士とは言いがたく、喧嘩四つの相手には差し手争いで手こずり自分の型になるまで時間がかかることが多い。また絶対の型である左四つ右上手の型になってからの攻め手が基本的に寄りしかなく、先述のように腰高でもあるため、なかなか寄り切れずに勝負をつけるのに時間がかかることも少なくない（それでもこの型になればほぼ負けることはないため、絶対の型であることに変わりはない）。
左四つになっても相手に上手を取られると朝青龍や把瑠都といった相四つの力士に右四つの白鵬や琴欧洲などの相手にすら勝てなかった。
琴奨菊相手にはがぶられるとこの体勢になっても残せなかったり、白鵬や照ノ富士には十分な左四つの方を作りながら体制を作りながらも下手一本ひっくり返されることもあった。
碧山のような強烈な突き押しを持つ力士に対しては、時折まともに受けてしまい、土俵を割ってしまうこともある。いいときは横綱相手にも互角以上にわたり合えるが、悪いときは平幕相手にも呆気なく取りこぼす。このようなメンタル面の弱さと力士としての不器用さが、実力がありながら初優勝までに89場所、優勝次点12回を要した要因であると言える。
立合いは合わせづらい傾向にあり、例として2014年3月場所12日目の白鵬戦では3度の「待った」が記録され、取組後に伊勢ヶ浜審判部長から厳重注意を受けた。
けがの少ない力士であり、初土俵から横綱に昇進した翌場所の2017年3月場所まで休場は一度しかなかった（その一度は千秋楽での不戦敗なので、星取表に休場を表す「や」と記載されたことは一度もなかった）。稀勢の里がけがに苦しまず相撲を取れているのは、関取になるまで廻しを一切取らなかったこと、入門後も13代鳴戸から既製の食品をほとんど与えられなかったことによる。たとえけがをしてもよほどのことがない限りそのまま出場する力士でもあり、これは13代鳴戸の教えにもよるが、2014年1月場所千秋楽の休場を心底後悔していることも大きい。また、外国人力士に対抗するには精神面しかない、つまり絶対に休まないという考えにもよる。しかし前述にもある通り、2017年3月場所の負傷以降は、負傷箇所や負傷箇所をかばったことによる別箇所の負傷とけが続きで、これに伴う体重増加、成績不振も加わり、2017年5月場所から2018年7月場所まで8場所連続の休場（うち4場所全休）となり、2017年5月場所の休場以降、皆勤したのは2018年9月場所のみとなっている。
土俵下での様子の変遷については作家の乃南アサが雑誌で話しており、稀勢の里が同世代の力士である朝青龍に出世において水をあけられた頃に関しては「そのころ、キセノンは土俵下で取組を待っている間に、目をぱちぱちさせて、まばたきの回数が増えていき、顔面も紅潮してきて」と語っていたが、その後大関時代後半に至った稀勢の里については「ところが、そのまばたきが、だんだん減ってきたんです。紅潮もしなくなった。近頃は例のアルカイックスマイル」と話している。
2017年3月場所を見た元黒姫山の論評では、研究してくる相手には相手の立合いをフェイントでかわすこと、出足鋭くぶちかましてくる相手には張り差しで機先を削ぐことなどを助言している。
「体重を増やしすぎではないか?」と言われることもあるが、調子のいい場所ではその体で低く構えて取り、土俵際でかわされることがなくなるなど、体の大きさに動きがついてくる。2017年5月場所3日目、白鵬は取組後に稀勢の里について「ちょっと太り過ぎという印象だね。重い感じあるね。だから（土俵際）残せているんだろうけど」と指摘していた。
制限時間がいっぱいになると、顔面を2回たたいてから塩を取って仕切っていた。
左腕の腕力がとくに優れており、白鵬相手でも立ち合いを制すと、おっつけで一気に土俵の外に持っていくことも可能だった。左の強さについては、小学校時代の野球練習で「左の脇が空くといけないよ」と指摘され左脇の下に帽子を挟んで捕球する練習をしたことが、相撲での左の強さにつながったと回想している。また中学3年時に右手首の脱臼骨折で1か月以上も二の腕までギプスで固定され全く右腕が使えず、左手で何でもしているうちに左の器用さに目覚めたとしている。

### 左肩負傷以後の不振について
左肩を負傷してからは右肩の使い方が課題になり、舞の海も2017年7月場所前のコラムでそれについて言及している。この負傷によって必殺技の左おっつけを失ってしまった。朝日山（元関脇・琴錦）は同時期の週刊誌の記事で、けがを考慮して突き押しに戻るべきではないかと意見している。2017年11月場所9日目の宝富士戦などは右上手が十分になるまで我慢できなかったため、宝富士に下手投げを打たれて敗れている。その後、突き押しに回帰することなく引退したが、2019年3月場所前に14代二子山は自身のコラムで「もうそういうことができる体ではなかったのかもしれません」と個人の感想を述べている。
2017年10月13日の秋巡業長野場所では貴乃花巡業部長から「先々代（初代若乃花）、先代（元横綱隆の里）のように大きく両腕を広げ、ひじを張って大きく仕切れ。左を差したら肩まで深く入れろ」とアドバイスを受けた。この秋巡業中は左脇を固めて左を差す相撲を試しており、取り口のモデルチェンジを模索していた。
2018年に入ってからは全盛期のように腰高の状態で残す相撲ができなくなったため黒星を多く喫し、土俵際の突きに屈するなど相撲勘も衰えた。そんな稀勢の里に対して、2018年3月場所前に舞の海は自身のコラムで、組み止めやすい髙安とばかり稽古するのではなく、動き回る力士と稽古を積んで横の動きに対応できるようにすべきだと助言している。さらに、二本差されたり上手を取られた場合でも残せていた場面で残せなくなることもかなり多くなっていった。結果として引導を渡す結果となった最後の対戦相手ももろ差しの名手としても知られた同期生の栃煌山であった。
2018年9月場所前の記事では花田虎上から「心に張りがない」「負け越しを恐れずに必死に出続けるべきだ」「相撲の稽古で筋肉を作る必要がある」という趣旨の意見を受けた。同時期、14代二子山はこの時期の稀勢の里について「私が現役のころ、稀勢の里が幕内上位に上がってきたときに何が嫌だったかといえば、稀勢の里の下半身の強さでした」と現役時代の自身の実感を踏まえたうえで「上半身が大きく、下半身を少しおろそかにしているのではないかと個人的には思っています。ですから、相撲を取って相撲勘を取り戻すのもいいですが、稀勢の里には下半身をガンガン鍛えてほしいですね」と話していた。
横綱時代は不調のときほど好調をアピールする癖があり、引退に際しての記事には「やせ我慢の美学」と評された。無理な出場と途中休場を繰り返した原因として、本人は「横綱昇進以前まで休場を1回しか経験しておらず、休場に抵抗があった」という説明をしていた。
下半身の弱体化に関しては、四股をおろそかにしていた点に原因を求める声もあった 。
ここまで横綱時代に不振を極めていた原因としては、それだけ左差しの強さに依存していたからという指摘もあり、本人も「右は添えるだけだった」と認めている。生命線の左腕は、横綱時代に負傷して以降は左肩を後方に反らして背中の方へ傾いたところで動かなくなるほど可動域が狭まっていた。なお、2017年3月場所の強行出場によってけがが悪化して引退につながったという見方については、本人が因果関係を否定している一方で「時間を戻せるのならば、2年前の4月に戻したい。手術をするか否かなど、じっくりと考えたかった」とも2019年の記事で述べている。
2019年3月場所前の記事で花田虎上は「横綱になるまでの間に休場の経験が不足していたことから、けがとどう付き合えばいいのかわからなかったのだ」という趣旨の指摘をしている。また、引退から1年後の稽古では、自身より8歳年下の朝乃山に16勝1敗と圧倒し、「やはりじっくりと怪我を治したほうが良かった」と指摘された。

## 合い口
- 元横綱・朝青龍には4勝13敗。
- 元横綱・白鵬には16勝44敗。対白鵬戦16勝は日本人最多である。2010年11月場所では、白鵬の連勝を63で止めた。
- 元横綱・日馬富士には24勝37敗。大関同士の対戦は1勝4敗、横綱同士の対戦は1敗。
- 元横綱・鶴竜には32勝18敗。大関同士の対戦は8勝4敗、横綱同士の対戦は1勝1敗。
- 元横綱・照ノ富士には12勝3敗。他に優勝決定戦で1勝がある。大関同士の対戦は8勝1敗、横綱同士の対戦はなし。
- 元大関・千代大海には8勝13敗。
- 元大関・出島には4勝6敗。いずれも出島の大関陥落後の対戦である。
- 元大関・雅山には16勝4敗。いずれも雅山の大関陥落後の対戦である。
- 元大関・魁皇には16勝12敗。
- 元大関・栃東には5戦全敗。
- 元大関・琴欧洲には15勝27敗(不戦勝1を含む)。大関同士の対戦は4勝4敗。
- 元大関・琴光喜には12勝11敗。
- 元大関・把瑠都には6勝21敗。大関同士の対戦は2勝2敗。
- 元大関・琴奨菊には30勝35敗(不戦勝1、不戦敗2を含む)。大関同士の対戦は18勝9敗、稀勢の里の横綱昇進後は1勝3敗。
- 元大関・豪栄道には26勝15敗(不戦勝1を含む)。大関同士の対戦は11勝4敗、稀勢の里の横綱昇進後は1敗。
- 元大関・栃ノ心には17勝9敗。栃ノ心の大関昇進後は1勝。
- 元大関・貴景勝には2勝3敗。いずれも貴景勝の大関昇進前の対戦である。
- 元大関・正代には7勝1敗。いずれも正代の大関昇進前の対戦である。
- 元大関・御嶽海には6勝2敗。いずれも御嶽海が大関昇進前の対戦である。

## エピソード

### 昔ながらの力士
- 1980年代の生まれでありながら「昔ながらの力士」と言われることが多い[注 7]。現役当時、SNSの発達に伴って若手力士が自ら情報を発信することが多くなっていた中、自身はそのようなことはせず、たまにYahooニュースにアップロードされた情報をチェックする程度であった。この点については本人も「チャラチャラする必要もないと思うしね」「力士も最近（ファンに）近づきすぎている部分があるからね」と話していた[257]。
  - 稀勢の里はSNSを、力士の神秘性、相撲の伝統文化ならではの敷居の高さを損なうとして、むしろ嫌っていた。なお、稀勢の里の引退後、2019年11月に1人の関取がインスタグラムに投稿した動画が社会的に問題視されたことを機に、日本相撲協会は力士個人がSNSを使用することを禁止している[258]。
- 現役時代は寡黙で無口なイメージが強く、大相撲レポーターの横野レイコは稀勢の里について「先代師匠（元横綱・隆の里）の方針もあり、テレビのバラエティ番組には出ないんです。だから、カメラの前で笑顔を見せることもほとんどない」と雑誌の記事でコメントしている[259]。一方、好角家で知られるアイドルの山根千佳は、「素顔は芸人さんの真似をしたりギャグを飛ばしたりするなど面白い方」と評している[260]。13代鳴戸は「ぶっきらぼうなようでいて感受性が高く、優しくて細やか」と稀勢の里を評していた[28]。これについて本人は、引退後のトークイベントで「本当は話したかったが、隙を見せたくなかった。花道のインタビューではついつい本音が出てしまうので」と語り、会場の笑いを誘っていた[261]。

### 勝負弱い力士
- 2019年11月30日に千葉県内の商業施設でお笑い芸人のペナルティ・ヒデ、フルーツポンチとともにトークショーに参加。そこで「準優勝（優勝次点）が12回あった。29歳で優勝したけど、場所が終わった月曜日は本当に嫌だった」と現役時代に味わった思いを打ち明け、さらに稽古後には氷入りの水風呂に30分も入っていたことも明かした。水風呂に入っていた理由としては「肉体的にも頭も熱くなっていて、そうしないと冷めない。氷風呂に入るとどこが疲れているか、痛いかも分かる」というものがあった[262]。
- 幕内最高優勝2回に対し、次点を12回記録している。結果だけ見ると優勝者に続くものの、14日目までに2～4敗して肝心の優勝争いから事実上脱落していることが多く「勝負弱い」とされる原因ともなっている。[263]。
- その勝負弱さから、2013年（平成25年）から2015年（平成27年）までの阪神球団、おでんの具材のはんぺん、横綱昇進を逃し続けていた稀勢の里を「惜しいところで、いま一歩、歯応えが足りず、（期待を）裏切っているもの」を作家の嵐山光三郎は北の富士との対談の中で「阪神・はんぺん・稀勢の里」と例えた[264]。

### 稽古場において
- 2020年1月5日、田子ノ浦部屋に出稽古に来た朝乃山と三番稽古を行い、16勝1敗。現役引退から約1年が経過したにもかかわらず現役三役を圧倒する実力から大相撲解説者の舞の海から、「1番強いんじゃないですか」と開口一番。「腰高も直ってる。朝乃山より低いし、今場所出ても優勝でしょ。（現役）復活制度とかないですかね。普通は引退して1年たったら関取と相撲取れないですよ」と称賛された。一方で朝乃山に対して舞の海は「辞めて1年たった相手に勝てないのは深刻に受け止めた方がいい」と厳しい評価[265]。

### 横綱として
- 横綱昇進時にコアミックス社から提供された化粧廻しは北斗の拳のケンシロウ・ラオウ・トキが描かれており、2017年5月6日に東京都港区のグランドプリンス新高輪で行われた横綱昇進披露宴でお披露目された。その披露宴ではまた、ゆずがサプライズ登場してヒット曲「栄光の架橋」を熱唱した[266]。
- 平成時代に横綱に昇進し雲龍型を選択した横綱では最も在位が短かった。

### 土俵入り
- 2017年6月4日の山響部屋の部屋開きが行われ、そこで稀勢の里は土俵入りを務めた[267]。同日、鹿島神宮本殿前で奉納土俵入りが行われ、25,000人あまりの観衆が集まった。稀勢の里は中学3年生のときに初詣で鹿島神宮に勝ち守を求めている[268]。
- 2017年7月場所を前に、白鵬、日馬富士、稀勢の里、鶴竜の4横綱が1日、名古屋市の熱田神宮で奉納の土俵入りを披露した。同神宮での四横綱のそろい踏みは1999年の曙、武蔵丸、若乃花、貴乃花以来18年ぶり。午後1時ごろから八角理事長と新大関の髙安ら横綱、大関陣がそろって参拝。白鵬が先陣を切った土俵入りで稀勢の里は3番目に登場し、力強い雲竜型のせり上がりを見せた。名古屋場所の前売り券がすでに完売していることもあってか、横綱の姿を一目見ようと多くの参拝客が境内に詰めかけた。熱田神宮での日本出身横綱の土俵入りは2002年の貴乃花以来15年ぶり。四股に合わせて響く「よいしょ」のかけ声にも力がこもった[269]。
- 2019年4月14日の春巡業常陸大宮場所ではすでに引退していたにもかかわらず横綱土俵入りの実施が期待されていたが、地元とはいえ特定の場所だけで実施するのは厳しいという理由から実現しなかった。代わりに幕内の取組の前に背広姿で地元のファンに挨拶し、大声援を浴びた[270]。
- 2019年9月29日の引退相撲では横綱土俵入りで２度目の四股を踏んで右腕を横に広げた際、左足を右足に寄せる所作が遅れるというミスを犯した。2017年1月に明治神宮で新横綱として望んだ奉納土俵入りでも同様にこの左足を寄せる所作を忘れた。荒磯は「くしくも同じミス。最初と最後が同じ。初心に戻ったよ」と苦笑いを浮かべた[271]。

### 優勝額関連
- 2017年5月13日、同5月場所の土俵祭りと優勝額贈呈式が行われた。稀勢の里は同年の1月場所、3月場所を連覇し一度に2枚の額を受け取った。同一力士が2枚同時に受け取るのは2015年5月場所前の白鵬以来2年ぶり。日本出身力士に限ると1996年9月場所前の貴乃花以来21年ぶり。大関と横綱での優勝額を同時に受け取るのは1962年1月場所の大鵬以来55年ぶり[272]。
- 大相撲初場所初日を翌日に控えた2023年1月7日、両国国技館に掲示されていた稀勢の里の最後の優勝額が取り外された。新たに昨年秋場所優勝の玉鷲と同年九州場所優勝の阿炎の2枚が掲示される。「稀勢の里最後の優勝額」が外され、これで日本出身横綱の優勝額がなくなることになった[273]。

### 郷土関連
- 2017年6月11日、水戸市内にある同じ茨城県出身の第19代横綱常陸山の生誕の地で土俵入りを奉納し「ありがたく光栄な機会。少しでも近づきたい」と3,800人の参列者の前でさらなる進化を誓った。世界規模の活動などで相撲の地位を高めた郷土の大先輩について問われると「ちょっとレベルが違うから、思いを継ぐとか軽はずみな発言はできない。一歩ずつ近づけるように精進したい」と神妙な表情で答えた。土俵入りの前には同市内にある墓所へお参りした。「子どものころ、教科書に（常陸山が）載っていた」と、同郷だからこその憧れもある[274][275]。
- 2017年10月19日にご当地巡業となる秋巡業筑西場所が行われたが、それまで稀勢の里は筑西市にはほとんど来たことがなかった。この巡業で稀勢の里は木刀を使った独特のトレーニングをしていた[276]。

### 部屋周辺の地域関連
- 2017年1月場所後、優勝と横綱昇進を記念したパレードが企画されていたが「ちゃらちゃらしたくない」と辞退、代わりに江戸川区小岩小学校での優勝報告会を行った[277]
- 部屋が小岩に移転した当初は田子ノ浦部屋が移ってきたことすら知らない人が多かったが、それから2年半で初日前日に呼び出しが各商店などを回って取組を呼び上げる「触れ太鼓」の数は一気に増えた。最初の数軒から、2017年1月場所は14軒、5月場所前は17軒になった[278]。

### 他の力士との関係
- 高田川部屋の元幕下・大神風は後に稀勢の里が師匠を務める二所ノ関部屋のマネージャーに就任したが、稀勢の里の叱咤が人生の転機となった。大神風は引退後に学歴や自分の時間との折り合いから消去法で警備員を行っていたが、そんな大神風に稀勢の里は「なんのために修業してきたんだ。みんなに『さすが元力士！すごい！』と言わせてこそ、相撲界での修行の意味があるんじゃないか」と叱咤。これに目が覚めた大神風は警備員を辞めて不動産会社での勤務を始め、後に妻子を持ち、二所ノ関部屋がある阿見町のアドバイザーとして地域連携事業にも関わり、個人で合同会社の経営も行うようになった[279][280][281][282]。
  - 2024年の二所ノ関親方に対する一連のバッシング記事では、この元大神風は二所ノ関部屋付きの元嘉風の中村親方と折り合いが悪く、部屋の人間関係に悪影響を与えていると伝えられている[220][223]。

### 一門関連
- かつては結束力の弱かった二所ノ関一門が強い結びつきを見せるようになったのは、ひいては横綱となった稀勢の里の存在によるともいう[283]。

### その他相撲関連
- 取り口前の上体を反らす姿をフィギュアの荒川静香に真似して稀勢バウアーと呼ばれていた[要出典]が、実際にはイナバウアーは通常前後方向に滑るのに対して横に滑る滑り方の技の名前であり、上体を反らすのはレイバックという技であるので、全く関係無い名前となっていた。。
- 2014年1月場所14日目の夜、7 - 8年前より通っていた洋食店でマスターに対して「俺、明日休場するんですよ」と漏らした。稀勢の里の重大発言を聞いたマスターは言葉を失ったという[40]。
- 2019年5月場所で途中休場からの再出場を行った貴景勝に関して、自身の現役時代の経験を踏まえて「判断間違えれば取り返しのつかないことに」と警鐘を鳴らした[284]。
- 部屋の床山（等級は稀勢の里の現役当時三等→二等）の床鳴は稀勢の里ががざんばら髪であった頃から髪を整えてきた人物であり、初土俵から断髪式まで17年半の間に渡って床山として稀勢の里に寄り添った。断髪式の際には床鳴も「昔は髪の量が今の2倍ほどあった。激しい稽古ですり切れて、量も少なくなって、髪質も細くなった」と、寂しそうにしていた。床鳴との間では口数が少なかったが、信頼関係は確かなものがあった[285]。
- 2021年3月場所9日目のABEMA大相撲中継に解説として出演した際、実況担当の高橋大輔アナウンサーから「入門して衝撃だったことはありますか?」と聞かれると「（地元の）茨城では自分が一番大きいと思っていたんですよ。ですから人を見下ろしていたんですけど、（入門したら）自分より大きい人がたくさんいたので、人生で初めて見上げるようになって、首が痛くなりましたね（笑）」とユーモアを交えて語った[286]。
- 2025年6月、年寄宮城野を名乗っていた元白鵬の日本相撲協会からの退職について、「ここからというところで、非常に残念。これから一緒に頑張っていこう、という話もした」と惜しみ、その上で「横綱がいたから強くなれた。白鵬の強さがなかったら、ここまで力をつけられなかった。それくらい影響力があった」と述懐した[287]。

### 趣味・嗜好
- 酒はほとんど飲まず、場所中に至っては一切飲まない[257]。
- 13代鳴戸親方は食について強いこだわりを持っていたが、稀勢の里自身はそういったものを持たない。実際のところ13代鳴戸の死後、おいしいと思ったものを食べ続ける食生活を送っており、特に麺類は同じものを食べ続けている[257]。ただし、既製食は食べないなど、先代の教えも受け継いでいる。
- 趣味はスポーツ観戦。特にアメフトを好み、テレビでプロ顔負けの解説を披露したこともある。その縁で、アメフトの名門・関西学院大学の鳥内秀晃監督と親交が深く、稀勢の里自身が「大阪の師匠」と慕う。「うちの練習場に来てキャッチボールしたこともあるけど、『師匠』は社交辞令やねん（笑）。ふだんはアメフトの話ばっかりで、相撲の話はあまりしないよ。でも、『いつも大一番で負けるのは考えすぎちゃうか。土俵に上がったら考えんとやったほうが得ちゃうか』と言ったことがある。そしたら『そうなんですが、仕切りのときに考えちゃうんです』言ゆうてたな」というのは鳥内の弁[259]。
- 大相撲レポーターの横野レイコによるとカラオケの十八番はBEGINの「島人ぬ宝」[259]。
- 2017年2月12日、茨城県近代美術館で始まった企画展「東山魁夷 唐招提寺御影堂障壁画展」を鑑賞し、トークショーを行った際に、「馬が好きで猫が苦手と聞きました。なぜですか」と質問され、「猫と触れ合う機会がなかったもので。今後触れ合う機会を作って好きになっていきたい」など答えた[288]。
- グルテンフリーを実践していた時期もある。2012年夏巡業中に德勝龍とラーメンを食べに行った時「ラーメン。麺抜きで」と注文したが、德勝龍はこれには驚いたと稀勢の里の引退後に語っている。抜いた麺はラーメンの麺大盛りを頼んだ德勝龍の方に入れたが、德勝龍は軽く平らげた。これは德勝龍と稀勢の里が一緒に行動した初めての日でもあった[289]。
- 13代鳴戸は「野球は商売敵」として部屋の衆に野球観戦を禁止していたが、稀勢の里は二軍時代の美馬学を応援するために散歩のふりをしてファイターズ鎌ケ谷スタジアムまで行って美馬のイースタン・リーグの試合を観戦しに行っていた。
  - 因みに美馬とは公私に渡って親交があり、2017年1月場所で幕内で初優勝して横綱昇進を果たした際には美馬からコチョウランが贈られた[290]。

### 生活・信条
- 田子ノ浦部屋にほど近い江戸川区の小岩小学校で初優勝と横綱昇進の報告会が行われ、小学校の児童から「お相撲さんにとって一番大切なものは」と質問されたときには「感謝の気持ち。その気持ちを持って学校生活を送ってくれたら僕もうれしい」と模範的に答えた。また「お米を毎日どれくらい食べますか」と質問されたときには「体をつくる10代、20代前半は1升ぐらい食べたときもあった。今は体調管理で茶わん1杯くらい」と答えて会場の人々を驚かせた[291]。
- 13代鳴戸の教えとして今でも心に残っているのは「心の上に刃」と言われたこと。花道で勝った関取が付け人とグータッチを行うことなどは「あんなのはヤバいですよ」と言っている[292]。
- 2017年4月の報道によると、27平米で家賃月8万円の1Kマンションで暮らしており、食事は基本的に付き人に手伝ってもらいつつ自炊するという。また、このころはラーメンにも凝っており、外食する場合はこってり系の太麺の店に通うという[293]。

### 恋愛・結婚
- 稀勢の里の父は晩婚であり、稀勢の里は父が40歳のときに生まれたため、横綱昇進後の稀勢の里に関して「寛の結婚観からすれば、現役でいる間は結婚しないでしょう。決して器用な男ではありませんから。結婚と相撲、両立はできませんよ。今は本人が相撲だけに邁進したいはず。綱取りは成し遂げましたが、まだまだ本人も、納得いく相撲は取れていないんですから」と雑誌の記事でコメントしている。さらに「じつは私も結婚して彼の親になったのは40歳のときでしたよ。それに何より、師匠の鳴戸親方にしても、現役中は独身を通していた。そういうことも寛は、横綱はよく知っているんです。まあ晩婚が当たり前の時代ですから、いまどき男は40歳までに結婚すればいいでしょう。あと10年は相撲道に専心してもらいたい」と続けた[294]。
  - 大関昇進後、中学時代の同級生の女性と交際していたが、横綱昇進後に父からの進言で相撲に専念するために別れた[295]。
- 2022年に6歳年下の一般人女性と結婚した。妻とは引退後の2019年に共通の知人を通じて知り合ったという[296]。

### 「もし力士にならなかったら」
- 父は稀勢の里が横綱昇進を果たしたあとの記事で、あくまで夢であると前置きしたうえで、稀勢の里をヘビー級プロボクサーとしてアメリカに留学させてラスベガスで試合させるのが一番の希望であったと語っている[12]。
- 2019年末に都内で行われたトークショーでは「力士でなかったら」という質問に「恐竜博物館の館長」と答えた[297]。幼稚園の頃は父と一緒に恐竜のプラモデルを作って遊んだりしていて、当時は恐竜に関してはとても詳しいと自信があった、としている[298]。

### その他

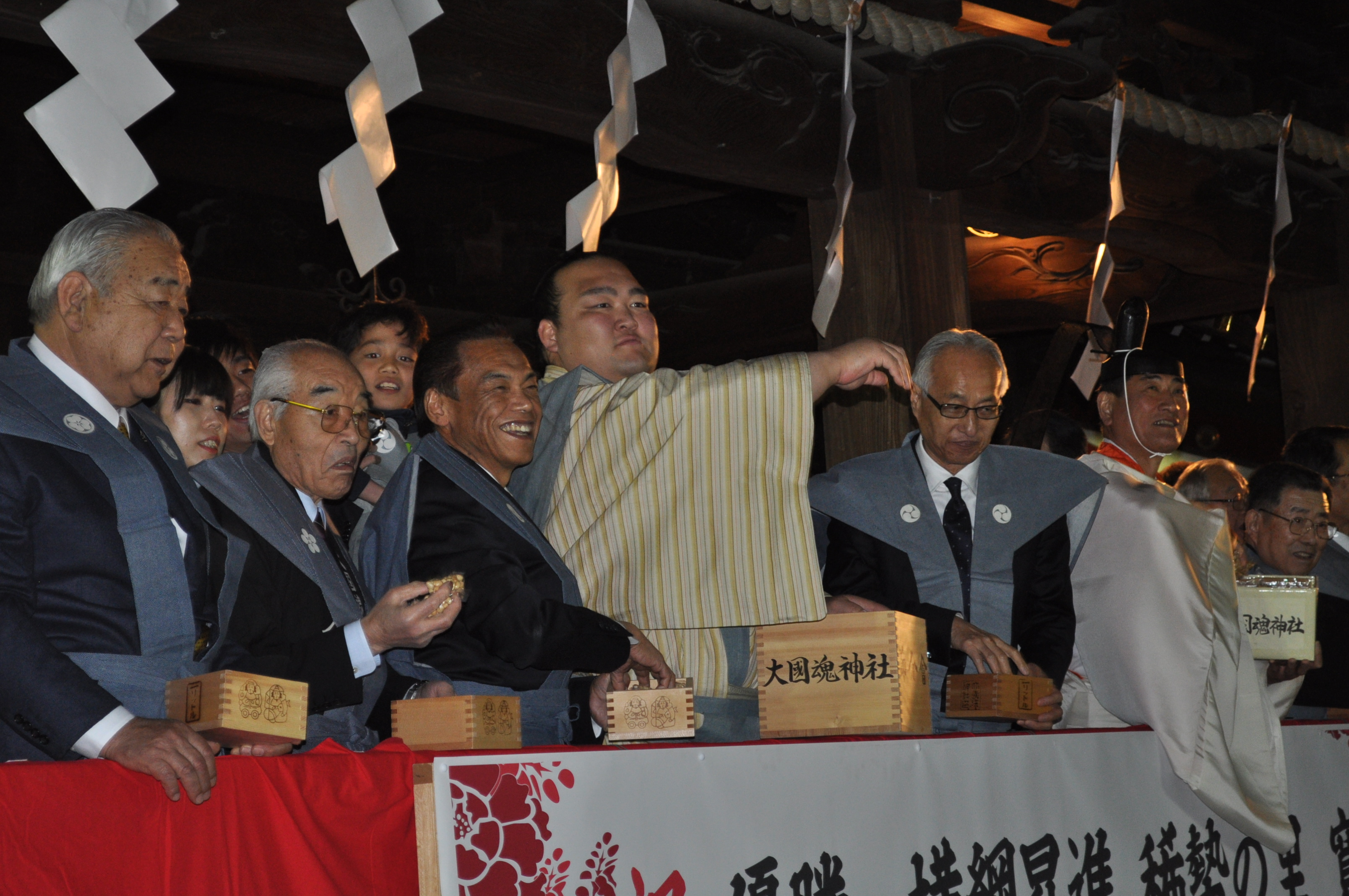
大國魂神社節分祭 新横綱 稀勢の里関の豆まき（2017年2月3日撮影）

- 2007年の成人の日の祝いの品として師匠の鳴戸から印鑑を贈られた。「使いようによっては命取りになるので、自分の言動には責任を持て」という師匠からの無言のアドバイスであった[299]。
- 朝日山は稀勢の里の性格について「なかなか人の言うことを聞かないからなあ（笑）。不器用な性格なんです。力士の友達もほとんどいないし、まさに一匹狼。そういう稀勢の里も大好きなんだけど、もっといろんな人の意見を聞いてほしいね」と語っている[242]。
- 出世が速かったのでちゃんこ番の経験が無く、親方になってからもちゃんこは全く作れない[300]。下積み時代より、13代鳴戸からはちゃんこ場に立つくらいなら稽古するように言われ、ちゃんこに関しては食事の後片付けぐらいしかしなかった[31]。

## 略歴
- 2002年3月場所 - 初土俵
- 2004年1月場所 - 幕下優勝
- 2004年5月場所 - 新十両
- 2004年11月場所 - 新入幕
- 2006年7月場所 - 新小結
- 2009年3月場所 - 新関脇
- 2012年1月場所 - 新大関
- 2014年 - 第59回伊勢神宮奉納大相撲優勝
- 2016年 - 第61回伊勢神宮奉納大相撲優勝
- 2016年 - 第75回全日本力士選士権大会優勝
- 2016年 - 年間最多勝
- 2017年1月場所 - 幕内最高優勝（1回目）
- 2017年 - 第41回日本大相撲トーナメント優勝
- 2017年3月場所 - 新横綱 幕内最高優勝（2回目）
- 2019年1月場所 - 現役引退

## 主な成績

### 通算成績
- 通算成績：800勝496敗97休（101場所）勝率.617
  - 幕内成績：714勝453敗97休（85場所）勝率.612（幕内勝利数：歴代7位）
    - 横綱成績：36勝36敗97休（12場所）勝率.500（横綱勝率は年6場所制定着以降歴代ワースト1位）
    - 大関成績：332勝133敗（31場所）勝率.714
    - 関脇成績：86勝64敗（10場所）勝率.573
    - 小結成績：91勝89敗（12場所）勝率.506
    - 前頭成績：169勝131敗（20場所）勝率.563
- 通算在位：101場所
  - 幕内在位：85場所（前頭、小結、関脇、大関、横綱すべての地位で10場所以上在位は史上唯一）
    - 横綱在位：12場所
    - 大関在位：31場所（横綱経験者としては歴代3位）
    - 三役在位：22場所（関脇10場所、小結12場所）（三役在位、小結在位は横綱経験者としては最多）
    - 前頭在位：20場所
- 年間最多勝：2016年（69勝21敗）
- 幕内（通算）連続勝ち越し記録：19場所（2014年3月場所～2017年3月場所）
- 幕内連続2桁勝利記録：10場所（2012年5月場所～2013年11月場所）
- 幕内連続12勝以上勝利記録：3場所（2016年3月場所～2016年7月場所、2016年11月場所～2017年3月場所）
- 大関連続勝ち越し（角番無し）記録：18場所（2014年3月場所～2017年1月場所）歴代4位タイ
- 横綱連敗記録（不戦敗含む）：10連敗（歴代ワースト1位）
- 連続休場場所：8場所（歴代ワースト1位）
- 1場所金星配給最高記録：5個（武蔵丸と並んで歴代1位タイ）
- 金星配給率：0.419（歴代ワースト1位）

### 各段優勝
- 幕内最高優勝：2回（2017年1月場所 - 3月場所）
- 幕下優勝：1回（2004年1月場所）

### 三賞・金星
- 三賞：9回
  - 敢闘賞：3回（2005年9月場所、2008年5月場所、2009年5月場所）
  - 殊勲賞：5回（2006年9月場所、2008年1月場所、2010年11月場所、2011年1月場所、2011年9月場所）
  - 技能賞：1回（2011年11月場所）
- 金星：3個
  - 朝青龍1個（2008年1月場所）、白鵬2個（2008年9月場所、2010年11月場所）

### 花相撲
- 神宮奉納大相撲優勝：2回（2014年、2016年）
- 全日本力士選士権優勝：2回（2016年、2017年）
- 日本大相撲トーナメント優勝：1回（2017年）
- 大相撲藤沢場所優勝：1回（2018年）

### 場所別成績
| | 一月場所 初場所（東京） | 三月場所 春場所（大阪） | 五月場所 夏場所（東京） | 七月場所 名古屋場所（愛知） | 九月場所 秋場所（東京） | 十一月場所 九州場所（福岡） |
| --- | ----------------------- | ----------------------- | ----------------------- | --------------------------- | ----------------------- | --------------------------- |
| 2002年 （平成14年） | x                       | （前相撲）              | 東序ノ口26枚目 6–1      | 東序二段61枚目 6–1          | 西三段目95枚目 4–3      | 西三段目77枚目 5–2          |
| 2003年 （平成15年） | 西三段目49枚目 5–2      | 西三段目21枚目 3–4      | 東三段目37枚目 7–0      | 東幕下25枚目 3–4            | 西幕下35枚目 5–2        | 東幕下25枚目 4–3            |
| 2004年 （平成16年） | 東幕下18枚目 優勝 7–0   | 東幕下筆頭 5–2          | 西十両12枚目 9–6        | 東十両6枚目 8–7             | 西十両3枚目 9–6         | 西前頭16枚目 9–6            |
| 2005年 （平成17年） | 東前頭12枚目 6–9        | 西前頭15枚目 8–7        | 西前頭11枚目 5–10       | 西前頭15枚目 7–8            | 西前頭16枚目 12–3 敢    | 東前頭5枚目 5–10            |
| 2006年 （平成18年） | 東前頭9枚目 8–7         | 東前頭7枚目 10–5        | 東前頭筆頭 8–7          | 西小結 8–7                  | 東小結 8–7 殊           | 東小結 8–7                  |
| 2007年 （平成19年） | 東小結 7–8              | 東前頭筆頭 6–9          | 西前頭3枚目 6–9         | 西前頭6枚目 11–4            | 東小結 6–9              | 東前頭2枚目 9–6             |
| 2008年 （平成20年） | 東前頭筆頭 10–5 殊★     | 東小結 8–7              | 東小結 10–5 敢          | 東小結 6–9                  | 東前頭2枚目 6–9 ★       | 東前頭4枚目 11–4            |
| 2009年 （平成21年） | 東小結 8–7              | 西関脇 5–10             | 東前頭4枚目 13–2 敢     | 西関脇 9–6                  | 東関脇 7–8              | 東小結 6–9                  |
| 2010年 （平成22年） | 西前頭3枚目 9–6         | 東小結 9–6              | 東関脇 8–7              | 東関脇 7–8                  | 東小結 7–8              | 東前頭筆頭 10–5 殊★         |
| 2011年 （平成23年） | 東関脇 10–5 殊          | 八百長問題 により中止   | 西関脇 8–7              | 西関脇 10–5                 | 西関脇 12–3 殊          | 東関脇 10–5 技              |
| 2012年 （平成24年） | 西大関3 11–4            | 東大関2 9–6             | 東大関2 11–4            | 東大関 10–5                 | 西大関 10–5             | 西大関 10–5                 |
| 2013年 （平成25年） | 東大関 10–5             | 東大関 10–5             | 東大関 13–2             | 東大関 11–4                 | 東大関 11–4             | 東大関 13–2                 |
| 2014年 （平成26年） | 東大関 7–8              | 東大関2 9–6             | 東大関 13–2             | 東大関 9–6                  | 西大関 9–6              | 西大関 11–4                 |
| 2015年 （平成27年） | 東大関 11–4             | 東大関 9–6              | 東大関 11–4             | 東大関 10–5                 | 西大関 11–4             | 西大関 10–5                 |
| 2016年 （平成28年） | 東大関 9–6              | 西大関 13–2             | 東大関 13–2             | 東大関 12–3                 | 東大関 10–5             | 西大関 12–3                 |
| 2017年 （平成29年） | 東大関 14–1             | 西横綱2 13–2            | 東横綱 6–5–4            | 東横綱2 2–4–9               | 東横綱2 休場 0–0–15     | 東横綱2 4–6–5               |
| 2018年 （平成30年） | 西横綱 1–5–9            | 東横綱2 休場 0–0–15     | 東横綱2 休場 0–0–15     | 東横綱2 休場 0–0–15         | 東横綱2 10–5            | 東横綱2 0–5–10              |
| 2019年 （平成31年 /令和元年） | 東横綱 引退 0–4–0       | x                       | x                       | x                           | x                       | x                           |
| 各欄の数字は、「勝ち-負け-休場」を示す。 優勝 引退 休場 十両 幕下 三賞：敢=敢闘賞、殊=殊勲賞、技=技能賞 その他：★=金星 番付階級：幕内 - 十両 - 幕下 - 三段目 - 序二段 - 序ノ口 幕内序列：横綱 - 大関 - 関脇 - 小結 - 前頭（「#数字」は各位内の序列） |                         |                         |                         |                             |                         |                             |

## 幕内対戦成績
| 碧山     | 13(1) | 6  | 朝青龍     | 4  | 13   | 朝赤龍   | 11    | 5    | 安美錦   | 31    | 17    |  |  |  |
| 荒鷲     | 2     | 0  | 阿覧       | 9  | 3    | 勢       | 16    | 1    | 石出     | 2     | 0     |  |  |  |
| 逸ノ城   | 8     | 7  | 岩木山     | 2  | 3    | 遠藤     | 5     | 3    | 皇司     | 1     | 0     |  |  |  |
| 阿武咲   | 1     | 0  | 大砂嵐     | 5  | 0    | 隠岐の海 | 18    | 3    | 魁皇     | 16    | 12    |  |  |  |
| 魁聖     | 12    | 0  | 海鵬       | 4  | 0    | 臥牙丸   | 6     | 0    | 垣添     | 5     | 3     |  |  |  |
| 鶴竜     | 32    | 18 | 春日王     | 1  | 3    | 春日錦   | 2(1)  | 0    | 片山     | 2     | 0     |  |  |  |
| 北桜     | 1     | 0  | 北太樹     | 4  | 0    | 旭鷲山   | 2     | 3    | 旭天鵬   | 14    | 9     |  |  |  |
| 豪栄道   | 26(1) | 15 | 黒海       | 5  | 1    | 琴欧洲   | 15(1) | 27   | 琴奨菊   | 30(1) | 36(2) |  |  |  |
| 琴ノ若   | 3(1)  | 1  | 琴光喜     | 12 | 11   | 琴勇輝   | 4     | 0    | 琴龍     | 1     | 2     |  |  |  |
| 佐田の海 | 4     | 0  | 佐田の富士 | 1  | 0    | 霜鳥     | 1     | 2    | 十文字   | 2     | 0     |  |  |  |
| 常幸龍   | 1     | 0  | 正代       | 7  | 1    | 松鳳山   | 12    | 2    | 蒼国来   | 1     | 0     |  |  |  |
| 大栄翔   | 1     | 0  | 貴景勝     | 2  | 3    | 貴ノ岩   | 2     | 0    | 高見盛   | 4     | 2     |  |  |  |
| 宝富士   | 16    | 2  | 豪風       | 21 | 5    | 玉飛鳥   | 0     | 1    | 玉春日   | 4     | 1     |  |  |  |
| 玉乃島   | 4     | 2  | 玉鷲       | 9  | 4(2) | 千代鳳   | 4     | 0    | 千代翔馬 | 1     | 0     |  |  |  |
| 千代大海 | 8     | 13 | 千代大龍   | 6  | 4(1) | 千代の国 | 2     | 1(1) | 出島     | 4     | 6     |  |  |  |
| 照ノ富士 | 12*   | 3  | 闘牙       | 1  | 0    | 時津海   | 5     | 2    | 時天空   | 13    | 6     |  |  |  |
| 徳勝龍   | 1     | 0  | 徳瀬川     | 1  | 0    | 土佐ノ海 | 1     | 0    | 栃東     | 0     | 5     |  |  |  |
| 栃煌山   | 26    | 17 | 栃栄       | 2  | 1    | 栃ノ心   | 17    | 9    | 栃乃洋   | 6     | 2     |  |  |  |
| 栃乃花   | 0     | 1  | 栃乃若     | 3  | 1    | 豊桜     | 3     | 1    | 豊ノ島   | 30    | 9     |  |  |  |
| 豊響     | 6     | 1  | 錦木       | 0  | 1(1) | 白馬     | 2     | 0    | 白鵬     | 16    | 44    |  |  |  |
| 白露山   | 4     | 2  | 追風海     | 0  | 2    | 把瑠都   | 6     | 21   | 日馬富士 | 24    | 37    |  |  |  |
| 普天王   | 7(1)  | 2  | 武雄山     | 1  | 3    | 豊真将   | 9     | 6    | 北勝力   | 5     | 1     |  |  |  |
| 北勝富士 | 1     | 2  | 舛ノ山     | 1  | 0    | 御嶽海   | 6     | 2    | 雅山     | 16    | 4     |  |  |  |
| 妙義龍   | 16    | 5  | 豊山       | 1  | 0    | 嘉風     | 15    | 6    | 龍皇     | 0     | 1     |  |  |  |
| 露鵬     | 5     | 2  | 若荒雄     | 3  | 0    | 若兎馬   | 1     | 1    | 若ノ鵬   | 0     | 2     |  |  |  |

- 他に優勝決定戦で照ノ富士に1勝がある。

## 改名歴
力士
- 萩原 寛（はぎわら ゆたか）2002年3月場所-2004年9月場所
- 稀勢の里 寛（きせのさと ゆたか）2004年11月場所-2019年1月場所

年寄
- 荒磯 寛（あらいそ ゆたか）2019年1月16日-2021年12月23日
- 二所ノ関 寛（にしょのせき ゆたか）2021年12月24日-

## メディア活動歴

### 著書
- 我が相撲道に一片の悔いなし - 稀勢の里自伝 -（名義・荒磯寛、ベースボール・マガジン社 2019年10月3日出版 ISBN 978-4583112176）[302]

### ラジオ
- 荒磯親方 横綱人生道 → 二所ノ関親方 横綱人生道（2020年10月 - 2022年9月、東海ラジオ）[303][注 17]

### CM
- メイヂ食品「メイヂ健康大麻油」（2020年3月 - ）※中部地区ローカル
  - メイヂ食品本社は名古屋市に所在。前述のラジオ番組「横綱人生道」のスポンサーでもある。

- アイ工務店（2021年11月13日 - ）
  - 2021年10月20日、同社とパートナーシップ契約を締結、スペシャルアドバイザーとなり、同社が地域振興を目的に建設した土俵常設型施設「アイベース福岡」を、大相撲九州場所開催時の荒磯部屋宿舎として無償提供された[304]。

## ギャラリー
- 稽古場の稀勢の里関（2014年1月撮影）
- 同左（2014年1月撮影）[305]
- 同左（2014年1月撮影）
- 同左（2014年1月撮影）
- 同左（2014年1月撮影）

- 同左（2014年1月撮影）
- 同左（2014年1月撮影）
- 同左（2014年1月撮影）[306]
- 同左（2014年1月撮影）
- 同左（2014年1月撮影）